# Liste der Baudenkmale in Helmstedt – Innenstadt Straßen L – Z
In der Liste der Baudenkmale in Helmstedt – Innenstadt Straßen L – Z sind alle Baudenkmale in der Innenstadt der niedersächsischen Stadt Helmstedt in den Straßen mit Anfangsbuchstaben L bis Z aufgelistet. Die Quelle der Baudenkmale ist der Denkmalatlas Niedersachsen. Der Stand der Liste ist der 2. Dezember 2022.

## Allgemein
In den Spalten befinden sich folgende Informationen:
- Lage: die Adresse des Baudenkmales und die geographischen Koordinaten. Kartenansicht, um Koordinaten zu setzen. In der Kartenansicht sind Baudenkmale ohne Koordinaten mit einem roten Marker dargestellt und können in der Karte gesetzt werden. Baudenkmale ohne Bild sind mit einem blauen Marker gekennzeichnet, Baudenkmale mit Bild mit einem grünen Marker.
- Bezeichnung: Bezeichnung des Baudenkmales
- Beschreibung: die Beschreibung des Baudenkmales. Unter § 3 Abs. 2 NDSchG werden Einzeldenkmale und unter § 3 Abs. 3 NDSchG Gruppen baulicher Anlagen und deren Bestandteile ausgewiesen.
- ID: die Objekt-ID des Baudenkmales
- Bild: ein Bild des Baudenkmales, ggf. zusätzlich mit einem Link zu weiteren Fotos des Baudenkmals im Medienarchiv Wikimedia Commons. Wenn man auf das Kamerasymbol klickt, können Fotos zu Baudenkmalen aus dieser Liste hochgeladen werden:

Aufgrund der großen Anzahl an Baudenkmalen wurden mehrere Teillisten erstellt:
| Liste                                                         | Bereich |
| ------------------------------------------------------------- | --- |
| Liste der Baudenkmale in Helmstedt – Innenstadt Straßen A – K | Straßen in der Stadt Helmstedt innerhalb des Wallringes (Batteriewall, Schützenwall, Langer Wall, Kleiner Wall) beginnend mit A – K |
| Liste der Baudenkmale in Helmstedt – Innenstadt Straßen L – Z | Straßen in der Stadt Helmstedt innerhalb des Wallringes (Batteriewall, Schützenwall, Langer Wall, Kleiner Wall) beginnend mit L – Z |
| Liste der Baudenkmale in Helmstedt – Äußere Innenstadt        | Straßen in der Stadt Helmstedt außerhalb des Wallringes (Batteriewall, Schützenwall, Langer Wall, Kleiner Wall)                     |
| Liste der Baudenkmale in Helmstedt                            | Straßen außerhalb der Stadt Helmstedt in den zu Helmstedt gehörenden Ortsteilen                                                     |

## L
| Lage                                           | Bezeichnung               | Beschreibung | ID       | Bild |
| ---------------------------------------------- | ------------------------- | --- | -------- | ---- |
| Langer Steinweg 5 52° 13′ 52″ N, 11° 0′ 34″ O  | Wohnhaus                  | Zweigeschossiger Fachwerkbau in Stockwerkbauweise auf Werksteinsockel, unter Satteldach in Ziegelpfannendeckung. Im EG abgeschrägte Südwestecke und 1926 verlegter Eingang. OG weit vorkragend. Gebäude wurde 1865 vollständig mit Holzbrettern verhängt, darunter erhaltenes Fachwerk: an Giebelseite mit Brüstungsbohlen mit Arkaden–Motiv, Schwelle mit Schiffskehlenmotiv. Rückseite vollständig mit Asbestzementplatten verkleidet. Nach Nordosten rechtwinklig anschließender massiver Anbau, ursprünglich vollständig in Fachwerk. 1859 massiv ersetzt und als Küche eingerichtet.                                                                                             | 32706343 | BW   |
| Langer Steinweg 5 52° 13′ 52″ N, 11° 0′ 35″ O  | Wohn-/ Wirtschaftsgebäude | Westlich zweiachsiges verputztes Fachwerkteil, ehemals Brennerei und Schlachterladen. Daneben zweigeschossiger Massivbau mit Durchfahrt, rückwärtig und innen in Fachwerk. 1865 als Kuhstall errichtet. Beide Gebäudeteile sind straßensichtig einheitlich gestaltet: EG in Quaderimitation, Fenster mit Putzdekor, unter Satteldach in Pfannendeckung. | 45659667 | BW   |
| Langer Steinweg 6 52° 13′ 54″ N, 11° 0′ 33″ O  | Wichernschule             | Dreigeschossiger Rohziegelbau mit neogotischen Formelementen und Sandsteineinfassungen auf Werksteinsockel, unterkellert, unter Satteldach in Krempziegeldeckung. Drei Risalite mit spitzen Giebelabschlüssen und Ziermaßwerken, der mittlere besonders mit spitzbogigen sandsteingefassten Hauptportal sowie Drillings- und Zwillingsfenstern hervorgehoben. Fensterreihen der Stockwerke in Segmentbögen, teilweise mit Formsteinrahmung, mit schrägen Sohlbänken und Ziegelfriesen. Im westlichen Risalit eine Durchfahrt. Erhaltene Tür- und Torflügel mit ornamentalen Beschlägen. Am Dach spätere breite Schleppgaube. Rückseite schlichter gehalten mit tiefen mittigen Anbau. | 32706380 | BW   |
| Langer Steinweg 7 52° 13′ 54″ N, 11° 0′ 32″ O  | Wohnhaus                  | Zweigeschossiger Fachwerkbau in Stockwerkbauweise auf verputzten Sockel, unterkellert, unter Satteldach in Ziegelpfannendeckung. Rechts Durchfahrt im segmentbogigen Tor mit unterschiedlichen farbig gefassten Dekor auf Ständern und Sturz. OG vorkragend, mit Schwelle mit dreifachen, farbig gefassten achtstufigen Treppenfries. Das Gebälk ist verbrettert, darunter wohl Inschrift und möglicherweise spitzbogige Blenden. Rückwärtig späterer giebelständiger Anbau, eingeschossig mit Drempel tw. massiv ersetzt, teils mit Pfannendeckung. | 32706447 | BW   |
| Langer Steinweg 8 52° 13′ 54″ N, 11° 0′ 32″ O  | Wohnhaus                  | Östlicher, 1634 errichteter, zweigeschossiger Fachwerkbau in Stockwerkbauweise auf Werksteinsockel unter Satteldach in Ziegelpfannendeckung. OG vorkragend. Gebälk verbrettert bzw. entfernt, ebenso unter der Traufe. Ehemals Einfahrtstor, Tauband und Rosette auf Ständern noch erhalten. Gefüge verändert, im EG im 19. Jh. mit gekuppelten Ständern erneuert. Rückwärtiger Anbau im rechten Winkel angefügt, unter der östlichen Traufe profilierte Knaggen, gerundete Balkenköpfe, teilweise entfernte schlichte Füllhölzer; darüber Bohlen mit Trapezfries. Giebel im EG massiv, OG mit Asbestzementplattenbehang. Dreieck mit Krempziegelbehang.                              | 32706494 | BW   |
| Langer Steinweg 8 52° 13′ 54″ N, 11° 0′ 31″ O  | Wohnhaus                  | Westlicher, 1826 errichteter, zweigeschossiger Fachwerkbau in Stockwerksbauweise auf verputzen Sockel, unterkellert, unter Satteldach in Krempziegeldeckung. Symmetrischer Abbund mit gekuppelten Ständern und Zweifach-Streben, in verputzter Ausfachung. Oben ein mittiges Zwerchhaus mit Aufzugsluke. Rückwärtig ein Anbau, im OG gleiches Fachwerk. Nordwestgiebel mit Ziegelpfannen– und Asbestzement – plattenbehang. | 32706562 | BW   |
| Langer Steinweg 9 52° 13′ 54″ N, 11° 0′ 31″ O  | Wohnhaus                  | Zweigeschossiger verputzter Fachwerkbau in Stockwerkbauweise auf verputzten Sockel, mit etwas außermittigen Zwerchhaus, mit späteren Drempel. EG massiv vorgemauert, ursprüngliches Fachwerkgefüge wohl wie am rückwärtigen giebelständigen Anbau mit vorkragenden OG. Rückwärtiges Fachwerk im EG erneuert, OG verputzt sowie kleineres Zwerchhaus. Anbau: OG vorgekragt auf gerundeten Balkenköpfen. OG verputzt, im EG Gefüge teilweise massiv ersetzt. Am Giebel eingeschossiger massiver Anbau von 1908, Giebeldreieck mit Pfannenbehang. | 32706580 | BW   |
| Langer Steinweg 10 52° 13′ 55″ N, 11° 0′ 30″ O | Wohnhaus                  | Zweigeschossiger schlichter Fachwerkbau in Stockwerksbauweise auf Werksteinsockel unter Satteldach in Krempziegeldeckung mit späterer Gaube. EG stärker durch Ladeneinbau verändert, ansonsten schlichter Abbund, mit verputzter Ausfachung, teils neu massiv zugesetzt und gestrichen. 1668–1823 eine Stelle mit Langer Steinweg 11; 1577–1809 von Schmieden bewohnt. Rückwärtig ein Wirtschaftsanbau mit tonnengewölbten 2 m hohen Keller mit Sandsteinplattenbelag. | 32706621 | BW   |
| Langer Steinweg 12 52° 13′ 55″ N, 11° 0′ 30″ O | Wohnhaus                  | | 32706664 | BW   |
| Langer Steinweg 13 52° 13′ 55″ N, 11° 0′ 29″ O | Wohnhaus                  | Zweigeschossiger Fachwerkbau in Stockwerksbauweise auf Werksteinsockel, teilunterkellert, unter Mansarddach in Betonpfannendeckung. Breites mittiges Zwerchhaus mit Dreiecksgiebel mit profilierter Rahmung. Fachwerkgefüge im achsensymmetrischen Abbund mit Streben an den Gebäudeseiten, gestrichene Rohziegelausfachung. Eingang über drei vorgelegte Stufen. | 32706682 | BW   |
| Langer Steinweg 14 52° 13′ 55″ N, 11° 0′ 29″ O | Wohnhaus                  | Dreigeschossiger Fachwerkbau mit massiver verputzter Fassade von 1876 (Gebäude im Kern wohl älter), auf Werksteinsockel, unter Satteldach in Krempziegeldeckung mit moderner Gaube. Rückwärtig ein giebelständiger, zweigeschossiger Fachwerkanbau über die ganze Breite mit durchlaufendem Flur. Gefüge mit freiliegenden verputzten Gefachen, Giebeldreieck und zweites OG mit Ziegelpfannenbehang. Hausstelle von 1594–1808 im Besitz von Bäckern. | 32706727 | BW   |
| Langer Steinweg 16 52° 13′ 56″ N, 11° 0′ 28″ O | Wohnhaus                  | Zweigeschossiger Fachwerkbau in Stockwerksbauweise auf teils durch Ziegel ersetzten Werksteinsockel, unter Satteldach in Krempziegeldeckung. Gefüge im EG verändert: Durchfahrt ursprünglich in der Mitte, 1900 seitlich verlegt, in der Schwelle Inschrift. K-Runen in den Eckgefachen, Ziegelausfachung in verputzter Ziegelziersetzung. Rückwärtig stark verändert, Anbauten. | 32706809 | BW   |
| Langer Steinweg 17 52° 13′ 56″ N, 11° 0′ 28″ O | Wirtschaftsgebäude        | Fachwerkbau in Geschossbauweise auf Werk- und Bruchsteinsockel, über unregelmäßigen Grundriss entsprechend dem gebogenen Verlauf der Stadtmauer. Mansardendach früher in Krempziegeldeckung, heute mit Bitumen- und Plastikwellplatten. Schlichtes, kaum verändertes Fachwerkgefüge mit zweifeldigen Streben, Ziegel- und Bruchsteinausfachung teils gestrichen und teils verputzt, mit modernem Rolltor. Ehemals zur Windmühle, seit 1815 zum Kramers Gut gehörig. Baulich mit Nr. 16 verbunden. | 32706850 | BW   |
| Langer Steinweg 20 52° 13′ 52″ N, 11° 0′ 33″ O | Wohnhaus                  | Zweigeschossiger Fachwerkbau in Stockwerkbauweise auf keramikverblendeten Sockel, unterkellert, unter Satteldach in Krempziegeldeckung. OG über gerundeten Balkenköpfen vorgekragt. In den Brüstungsfeldern des Obergeschosses Andreaskreuze, gestrichene Ausfachung. Gefüge des EG im 19. Jh. erneuert und Schwelle höher gesetzt. Im Südosten Erweiterung um zwei Fensterachsen, ehemals mit Toreinfahrt. Rückwärtig tw. mit Falzziegeln behängt, tw. mit freiliegenden Gefüge, ohne Vorkragung, mit zweifeldigen Streben und verputzter Ausfachung. Freistehender südöstlicher Giebel verputzt, nordwestlicher Giebel mit Krempziegelbehang.                                       | 32706933 | BW   |
| Langer Steinweg 25 52° 13′ 51″ N, 11° 0′ 35″ O | Wohnhaus                  | Zweigeschossiger Fachwerkbau aufverputzten Sockel, unterkellert, unter steilem Satteldach in Krempziegeldeckung. Mittiges Zwerchhaus mit flankierenden Dachfenstern. Originäres symmetrisches Fachwerkgefüge mit gekuppelten Stielen, Gebälkzone modern verbrettert, verputzte Ausfachung. Zwerchhaus mit seitlichen Betonfaserplattenbehang. | 32706957 | BW   |
| Langer Wall 52° 13′ 47″ N, 11° 0′ 50″ O        | Langer Wall Nord          | | 32706976 | BW   |
| Langer Wall 52° 13′ 39″ N, 11° 0′ 52″ O        | Langer Wall Ost           | | 32707022 | BW   |
| Langer Wall 52° 13′ 37″ N, 11° 0′ 48″ O        | Tunnel                    | Tunnel aus Natursteinquadern, durch den Langen Wall wahrscheinlich zusammen mit der Wallaufschüttung ausgeführt (Beendigung um 1440). Tunnel endet an der Magdeburger Straße wohl in einer ebenfalls unterirdischen gewölbten Stube, unter dem Gebäude Nr. 17. | 39034167 | BW   |
| Lindenplatz 1 52° 13′ 33″ N, 11° 0′ 38″ O      | Wohn-/ Geschäftshaus      | Dreigeschossiger stattlicher Fachwerkbau, durch weitgehenden Umbau des Vorgängerbaus aus dem 17. Jh. entstanden. Massives verputztes EG mit Ladeneinbau, Schaufenster mit Oberlichtern in Sprossenteilung. Fachwerkgefüge dem Vorgänger angeglichen, mit Andreaskreuzen, auf den Kopf gestellten Winkelhölzern und dreifeldigen Fachstreben. Erstes und zweites OG vorkragend über durchlaufenden profilierten, das Gebälk überdeckenden Gesims-Brettern. Krempziegeldeckung, turmartiger Erker mit Glockendach in Schieferdeckung und Turmspitze an der Ecke Lindenplatz/Lindenstraße und Erker mit abgeschlepptem Dach zur Lindenstraße.                                            | 32707275 |      |
| Lindenplatz 3 52° 13′ 32″ N, 11° 0′ 36″ O      | Wohnhaus                  | Zweigeschossiger Fachwerkbau in Stockwerksbauweise über unregelmäßigem, L-förmigem Grundriss, auf niveauausgleichenden Sandsteinsockel, unterkellert. Satteldach zum Holzberg abgewalmt in Krempziegeldeckung. EG durch Ladeneinbau verändert, teilweise massiv, sonst regelmäßiges Fachwerkgefüge mit einzelnen Fußstreben, Streben über zwei Gefache sowie gestrichener Ziegelausfachung. Breites mittiges Zwerchhaus mit Halbrundfenster, seitlich mit Schieferbehang, Giebeldreieck mit Asbestzementplatten verkleidet. Ehemalige Durchfahrt zugesetzt, rückwärtig ein Innenhof sowie ein Anbau.                                                                                  | 32707297 | BW   |
| Lindenplatz 4 52° 13′ 32″ N, 11° 0′ 36″ O      | Fassade                   | Original ist die queraufgeschlossene straßenseitige massive Putzfassade erhalten geblieben, die sich in einen Quadersockel, Rustika-Quaderung im EG und Pilaster-Wandvorlagen im ersten OG unterteilt. Ein geschosstrennendes Gurtgesims und ein Sohlbankgesims im OG zur Horizontalgliederung, der Haupteingang erhöht und eingezogen hinter vorgelegter Freitreppe aus Naturstein. | 32707318 | BW   |

## M
| Lage                                              | Bezeichnung               | Beschreibung | ID       | Bild           |
| ------------------------------------------------- | ------------------------- | --- | -------- | -------------- |
| Magdeburger Straße 52° 13′ 35″ N, 11° 0′ 49″ O    | Rudimente Magdeburger Tor | Die Sandsteinmauer zwischen Ostendorf und der Wallkrone des Langen Walles zeichnet den Verlauf des ehemaligen Magdeburger Tores nach. Mauer aus Sandsteinquadern mit verschiedenen Bearbeitungsspuren. | 32714473 | BW             |
| Magdeburger Straße 1 52° 13′ 36″ N, 11° 0′ 46″ O  | Professorenhaus           | Dreigeschossiger Fachwerkbau in Stockwerksbauweise auf verputzten Sockel, teilunterkellert. Satteldach mit Aufschiebling in Hohlpfannendeckung. EG massiv unterbaut und verputzt, Eingang an der abgeschrägten Gebäudeecke. Eckständer der OG mit verkleideter Stahlstütze im EG unterstützt. Erstes OG vorkragend über grob abgebeilten Balkenköpfen, Füllbretter schiffskehlartig gefast, Schwelle mit Wulst und Kehle durchlaufend profiliert. Schlichte Knaggen im EG sowie Andreaskreuze in den Brüstungsgefachen. Gefüge im zweiten OG dem Ersten entsprechend, Schwelle am Westgiebel verbrettert, das Traufgebälk wie unten gestaltet. 1894 folgte der Ladeneinbau.                                                                                  | 32707362 |                |
| Magdeburger Straße 3 52° 13′ 36″ N, 11° 0′ 47″ O  | Wohnhaus                  | Dreigeschossiger verputzter Fachwerkbau auf niveauausgleichenden keramikverkleideten Sockel, unter Satteldach in Krempziegeldeckung mit Dachhäuschen mit seitlichen Behang mit Hohlpfannen. Erd- und erstes OG ursprünglich in Geschossbauweise, EG–Fassade wohl massiv ersetzt, mit reich verziertem Portal mit Pilastern und Gebälk. zweites OG vorkragend, Gebälk verblendet. Rückwärtig Erd- und erstes OG in Fachwerk, Ausfachung tw. mit Lehmstakung. Im UG alter Gewölbekeller. | 32707387 |                |
| Magdeburger Straße 3 52° 13′ 36″ N, 11° 0′ 47″ O  | Wohn-/Geschäftshaus       | Anbau im Osten ursprünglich in Fachwerk und als Durchfahrt mit Remise genutzt, 1877 durch Massivbau mit Laden und Durchfahrt ersetzt. EG in Putzquaderung, OG mit profilierten, geputzten Fenstereinfassungen. Drempel mit runden Fenstern, relativ flaches Satteldach in Krempziegeldeckung. Erbaut mit Ladenlokal und Wirtschaftsräumen im KG und EG Gewölbekeller, Kühlraum, Ladenlokal für Schlachterei, im OG Wohnnutzung in Erweiterung zum Altbau. | 32713434 |                |
| Magdeburger Straße 4 52° 13′ 35″ N, 11° 0′ 48″ O  | Gewölbekeller             | Drei tonnengewölbte Keller unter dem östlichen Gebäudeteil, jeweils senkrecht zur Firstrichtung ausgerichtet, die beiden östlichen Keller sind Teile einer Vorgängerbebauung, vermutlich neuzeitlich. | 32707415 | BW             |
| Magdeburger Straße 5 52° 13′ 35″ N, 11° 0′ 48″ O  | Wohnhaus                  | Zweigeschossiger Fachwerkbau mit massiver, leicht abgeschrägter Fassade auf Werksteinsockel, unter Satteldach in Krempziegeldeckung, mit Gewölbekeller und unterirdischen, gewölbten Gang. EG in Putzquaderung, OG in Rohziegel mit Putzelementen in Form von profiliertem Gurtgesims und Fenstereinfassungen. Reich verzierte Tür von 1893. Falzziegelbehang am nördlichen, Betonfaserplatten am südlichen Giebel. | 32707460 |                |
| Magdeburger Straße 16 52° 13′ 36″ N, 11° 0′ 48″ O | Wohnhaus                  | Zweigeschossiger verputzter Fachwerkbau in Stockwerksbauweise auf niveauausgleichendem verputzten Sockel, unter halb abgewalmten Satteldach in Betonpfannendeckung mit Dachgauben sowie mittigen zweiachsigen und straßenseitigen Zwerchhaus. Freistehende Giebelwand im EG massiv ersetzt, mit einem Erker im OG. Zum Langer Wall ein Anbau, zweigeschossig in Fachwerk mit Drempel unter Satteldach. | 32707642 |                |
| Markt 52° 13′ 39″ N, 11° 0′ 39″ O                 | Platzfläche               | Annähernd rechteckiger, nach Norden leicht abschüssiger Platz in Kleinpflastersetzung, welcher den Mittelpunkt der radial ausstrahlenden Straßen bildet. Der Platz ist von geschlossener Wohnhausbebauung umgeben. Mittig Brunnenanlage mit Skulpturen. | 32707944 |                |
| Markt 1 52° 13′ 39″ N, 11° 0′ 37″ O               | Rathaus                   | Dreigeschossiger Sandsteinquaderbau auf niveauausgleichendem Souterrain unter mittigen Walmdach mit anschließenden Satteldächern in Hohlpfannendeckung. Unregelmäßiger Gebäudegrundriss; Gebäudeecke am Markt abgeschrägt als Hauptansicht gestaltet mit seitlichen polygonalen Erkern und einem zentralen gestuften Ziergiebel mit Viertelrosetten, der von einem vorkragenden Türmchen mit Uhr und Zwiebelhaube bekrönt wird. Mittiges spitzbogiges Eingangsportal mit Überstabung, flankierenden Fialen und Kielbogenabschluss mit Kriechblumen. Die Seitenpartien des Gebäudes sind unterschiedlich breit.Der viergeschossige Erweiterungsbau Ecke Kramstraße und Holzberg erwirkt Geschossversetzungen nach innen; Eingänge am Holzberg und Kramstraße. | 32707962 | Weitere Bilder |
| Markt 2 52° 13′ 39″ N, 11° 0′ 40″ O               | Wohnhaus                  | Dreigeschossiger gelber Ziegelbau auf niveauausgleichendem Sandsteinsockel unter Satteldach mit Pfannendeckung. EG durch Ladeneinbauten 1935/1950 verändert, oberhalb ein durchlaufendes geschosstrennendes Gesims. Erstes und zweites OG in Ziegelmauerwerk mit Putzquaderung an den Gebäudeecken, horizontale Gliederung des Ziegelmauerwerks durch Putzbänder. Fenster mit Stuckeinfassungen, erstes OG mit Dreiecksgiebeln und Rustikaquadern im Brüstungsbereich. DG mit drei Gauben unter Satteldach. An Südecke polygonal abgerundet. | 32707988 | BW             |
| Markt 2 52° 13′ 40″ N, 11° 0′ 40″ O               | Nebengebäude              | Dreigeschossiger Bau, EG und OG aus Ziegelmauerwerk mit eventuell nachträglich aufgesetztem Fachwerkgeschoss unter Pultdach. Nebengebäude als Werkstätten und Lagerraum genutzt. Erbaut um 1900. | 32714297 | BW             |
| Markt 3 52° 13′ 40″ N, 11° 0′ 39″ O               | Wohnhaus                  | Schmaler zweigeschossiger Fachwerkbau mit mittlerem Zwerchhaus, auf Sockel, unter Satteldach mit Ziegelpfannendeckung. Ladenfenster und Eingangstür in Holz gefasst. Im ersten und zweiten OG regelmäßiges Fachwerkgefüge; das zweite OG, Traufe und Zwerchhaus vorkragend. Im Zwerchhaus gekuppelte Ständer und entgegenlaufenden Fußstreben, Dreiecksgiebel mit Schieferplattenbehang und seitlicher Behang mit Dachziegelpfannen. Im 17. Jh. errichtet, Zwerchhaus später hinzugefügt. | 32708006 |                |
| Markt 4 52° 13′ 40″ N, 11° 0′ 39″ O               | Wohn-/ Geschäftshaus      | Dreigeschossiger verputzter Fachwerkbau mit mittlerem Zwerchhaus, niveauausgleichender Sockel mit Keramikverblendung, Satteldach mit Zwerchhaus in Betonpfannendeckung. EG durch Ladeneinbau verändert, Fachwerk in den OGs durch Putzquaderung verdeckt. Profilierte Gesimse an Fensterstürzen und –brüstungen. Geschweifter Giebel über Zwerchhaus mit profilierter Putzrahmung gefasst, Giebel und Seiten des Zwerchhauses mit dunkelgrauen Asbestzementplatten verkleidet. | 32708028 | BW             |
| Markt 5 52° 13′ 40″ N, 11° 0′ 39″ O               | Wohn-/ Geschäftshaus      | Dreigeschossiger verputzter Fachwerkbau auf niveauausgleichendem Sockel mit ausgebauten DG unter Mansarddach in Pfannen- und Asbestzementplatten-Deckung. EG durch Ladeneinbau verändert, bis 1934 Hauseingang in der Mitte. Sohlbankgesimse sowie Fenstergewände in profilierter Stuckeinfassung, mittiges Zwerchhaus mit geschweiften Giebel ebenso. | 32708050 | BW             |
| Markt 6 52° 13′ 40″ N, 11° 0′ 39″ O               | Wohn-/ Geschäftshaus      | Dreigeschossiger Fachwerkbau in Stockwerkbauweise auf niveauausgleichenden verputzten Sockel unter Satteldach in Ziegelpfannendeckung und Zwerchhaus mit Dreiecksgiebel. Ladeneinbau, erstes und zweites OG vorkragend. Brüstung im ersten OG verputzt, im zweiten mit Sichtfachwerk und Andreaskreuzen in den Brüstungsfächern. Im Zwerchhaus Aussteifungen Fachwerks mit Fußstreben, Giebelbereich mit Schiefer, Seiten mit Ziegelpfannen verschalt. | 32708072 |                |
| Markt 7 52° 13′ 40″ N, 11° 0′ 39″ O               | Wohnhaus                  | Traufständiges, dreigeschossiges, vier Achsen breites Wohnhaus. Fachwerk in Stockwerkbauweise, mit vorkragendem erstem OG und nachträglich zurückgesetztem zweitem OG, mit Fragmenten ehemaliger Schnitzereien wie Treppenfries und teils figürlichen Knaggen, auf massiven Sockel unter Satteldach; errichtet wohl ursprünglich 1491 (d), um 1560 und 1636 jeweils zu beiden Traufseiten erweitert. Rückwärtige Traufseite in Fachwerk erhalten, teils mit Ziegelausfachung, teils mit erhaltener Lehmstakung. Unter dem Gebäude Balkenkeller, wohl 13./14. Jh. | 32708094 |                |
| Markt 8 52° 13′ 40″ N, 11° 0′ 39″ O               | Wohnhaus                  | Ursprünglich dreigeschossiger traufständiger Fachwerkbau mit sehr niedrigen Geschosshöhen unter Satteldach in Ziegelpfannendeckung. 1906–1908 Umbau zum zweigeschossigem Wohnhaus, Vorder- und Rückseite massiv ausgebaut. EG durch Ladeneinbau verändert, Stuckfassade unten in Quaderbossenwerk, die Geschosse mit einem Gurtgesims unterteilt, im OG mit Putz eingefasst. Späterer Ausbau des DG. Keller mit Tonnengewölbe auf annähernd quadratischer Grundfläche (5 × 5 m), vor 1500 errichtet. | 32708121 |                |
| Markt 9 52° 13′ 41″ N, 11° 0′ 39″ O               | Wohn-/ Geschäftshaus      | Zweigeschossiger Fachwerkbau in Stockwerksbauweise auf niveauausgleichendem Sockel, teilunterkellert. Mansardwalmdach in Pfannen- und Biberschwanzdeckung, mittige Zwerchhaus mit Dreiecksgiebel im Tympanon schieferverkleidet. Verputzte Stirnfassade, sonst freiliegendes Gefüge mit Dreiviertelstreben in den Eckgefachen und einander zulaufenden Fußstreben im OG. EG der Nordseite erneuert, zwei Fenster zugesetzt, die Rohziegelausfachung gestrichen. | 32708143 |                |
| Markt 10 52° 13′ 41″ N, 11° 0′ 38″ O              | Wohnhaus                  | Dreigeschossiger Fachwerkbau in Stockwerksbauweise mit massiven Ladeneinbau im EG, auf mit Naturstein verkleidetem Sockel, unterkellert. Abgewinkeltes Satteldach in Hohlpfannendeckung. Fassade an der Kybitzstraße mit einigen zugesetzten Fenstern; sonst regelmäßiges, wenig verändertes Fachwerkgefüge mit gekuppelten Ständern und symmetrisch angeordneten Fußstreben sowie Dreiviertel-Streben, mit gestrichener Rohziegelausfachung. | 32708165 | BW             |
| Markt 11 52° 13′ 41″ N, 11° 0′ 37″ O              | Wohn-/ Geschäftshaus      | Dreigeschossiger roter Rohziegelbau mit Putzelementen auf partiell mit Keramik verkleidetem Sockel, unter Satteldach in Krempziegeldeckung. EG mit breiten Rundbogenfenstern und –türen in Rustica–Imitation verputzt, darüber ein profiliertes Sohlbankgesims. In den OGs gekuppelte Fenster auf mittigen Säulen und Pfeilern überspannt von Blendbögen, das Quaderbossenwerk der Pilaster als Sandsteinimitat ausgeführt. | 32708189 |                |
| Markt 14 52° 13′ 40″ N, 11° 0′ 37″ O              | Wohn-/ Geschäftshaus      | Dreigeschossiger verputzter Fachwerkbau, Erd- und erstes OG in Geschossbauweise, zweites OG in Stockwerksbauweise. Satteldach in Betonpfannendeckung. EG 1903 durch Ladeneinbau verändert und mit Kunststeinplatten verkleidet. Mittiges Zwerchhaus mit Halbrundgiebel, seitlich mit Asbestzementplatten verhängt. Rückwärtig eine spätere Fachwerk–Erweiterung des sich nach hinten stark verjüngenden Baus. Fenstereinfassungen und zierlicher Fassadendekor mit Initialen und Rinderkopf, nach 1903 von Wilhelm Kirchmann ausgeführt. | 32708232 |                |

## N
| Lage                                                        | Bezeichnung                                   | Beschreibung | ID       | Bild |
| ----------------------------------------------------------- | --------------------------------------------- | --- | -------- | ---- |
| Neumärker Straße 1 52° 13′ 39″ N, 11° 0′ 36″ O              | ehem. Kirche des Augustiner–Eremiten–Klosters | Viergeschossiger Massivbau, drei Geschosse in Sandstein-Quadermauerwerk, viertes Obergeschoss verputzt, unter abgewinkeltem Satteldach in Hohlpfannendeckung, abgewalmt zur Neumärker Straße hin, sowie zentraler polygonaler Dachreiter mit Laterne in Schieferdeckung. | 32708374 | BW   |
| Neumärker Straße 1a 52° 13′ 40″ N, 11° 0′ 35″ O             | Marktpassage Helmstedt                        | Dreigeschossiger Massivbau verputzt in Scheinquaderung. Außenmauerwerk wohl noch vom Langhaus des Augustiner–Eremiten–Kirche aus dem 15. Jh. Gebäude auf mit Keramik verkleidetem Sockel unter Satteldach in Hohlpfannendeckung, über die gesamte Traufenlänge durchlaufende später hinzugefügte Schleppgaube. Im EG Schaufenster–Einbau, im ersten und zweiten OG Putzquaderung. | 32708399 | BW   |
| Neumärker Straße 3 52° 13′ 40″ N, 11° 0′ 33″ O              | Marktpassage Helmstedt                        | Dreigeschossiger verputzter Massivbau unter Satteldach in Falzziegeldeckung mit fünf symmetrisch angeordneten Fledermausgauben. Im EG völlige Veränderung durch Schaufenstereinbau. In den OG unterschiedliche Fensterformen, Halbkreisfenster im ersten OG mit dekorativer Brüstungsbekleidung in Keramik. Im zweiten OG Fensterband mit durchlaufendem Sturz- und Sohlbankgesims, zwischen den Fenstern Ornamente. Reste des Bruchsteinmauerwerks des Kellers in der Tiefgarage sichtbar, erbaut 1905 unter dem Braunschweiger Architekten Habrich. | 32708418 | BW   |
| Neumärker Straße 4 52° 13′ 40″ N, 11° 0′ 32″ O              | Wohn-/ Geschäftshaus                          | Dreigeschossiger Massivbau auf niveauausgleichendem Sockel, Drempel und abgewalmtes Satteldach in Hohlpfannendeckung. EG in Rustika–Putzquaderung durch Ladeneinbau verändert. Horizontale Gliederung durch verkröpfte Gesimse. Schwach vortretende Eckrisalite, reiche Fenstergestaltung vor allem im ersten OG: Zu Zweier- und Dreiergruppen zusammengefasste Rundbogenfenster von korinthischen Pilastern und Gebälk eingefasst, in Brüstungsfeldern Rankenwerk. Übrige Fenster im ersten OG mit Verdachung auf Konsolen, im zweiten OG schlichter. Errichtet 1872, Anbau 1890.                                                                         | 32708436 | BW   |
| Neumärker Straße 4 52° 13′ 41″ N, 11° 0′ 32″ O              | Erweiterungsbau                               | Zweigeschossiger Massivbau mit Sockelgeschoss unter Mansarddach mit Schieferdeckung und vier symmetrisch angeordneten Dachhäuschen. Sockelgeschoss mit verputzter Rustika-Quaderung, im EG Ladeneinbau sowie Toreinfahrt. Horizontale Gliederung durch Gesimse, im EG gekuppelte Rundbogenfenster mit profilierter Einfassung und Verdachung durch gesprengte Dreiecksgiebel. Fenster im OG schlichter, dazwischen Rundornamente, unter der Traufe ein Zahnschnittfries. | 32715743 | BW   |
| Neumärker Straße 5 52° 13′ 40″ N, 11° 0′ 30″ O              | Wohn-/ Geschäftshaus                          | | 32708458 | BW   |
| Neumärker Straße 5 52° 13′ 41″ N, 11° 0′ 30″ O              | Speicher                                      | | 32715762 | BW   |
| Neumärker Straße 9 52° 13′ 40″ N, 11° 0′ 27″ O              | Wohn-/ Geschäftshaus                          | Dreigeschossiger Massivbau mit Drempel unter Satteldach in Betonpfannendeckung. Im EG Ladeneinbau. Erstes und zweites OG verputzt. Mittlere Fensterpartie durch Rankenwerk in Jugendstilformen betont, darüber Zwerchhaus mit Ziergiebel. Profiliertes gesprengtes Gesims, am Drempel flankierende Blendmaßwerke. | 32708480 | BW   |
| Neumärker Straße 10 52° 13′ 40″ N, 11° 0′ 26″ O             | Wohnhaus                                      | Eckgebäude Neumärker Straße/Stobenstraße. Hauptgebäude in der Neumärker Straße, zwei anschließende Nebengebäude in der Stobenstraße, mit freistehendem Nordgiebel. Hauptgebäude: Stark veränderter zweigeschossiger Fachwerkbau in Stockwerksbauweise, mit massiv unterfangenem und verputztem Erdgeschoss mit Ladeneinbauten, unter abgewinkelten Satteldach in Krempziegeldeckung. | 32708499 | BW   |
| Neumärker Straße 11 52° 13′ 40″ N, 11° 0′ 25″ O             | Wohn-/ Wirtschaftsgebäude                     | Zweigeschossiger stockwerksweise abgezimmerter Fachwerkbau auf niveauausgleichendem Sockel unter Satteldach mit Hohlpfannendeckung mit Ladeneinbau, giebelständig zur Stobenstraße. Erstes OG leicht vorkragend mit Fußstrebenpaaren und pumlaufenden aufgeblatteten Brüstungsriegel mit Zahnschnitt. Am Giebeldreieck zwei aufgeblattete Riegel mit Zahnschnitt, untere durch Fenstereinbau unterbrochen, über Hahnenbalken Andreaskreuz. | 32708520 | BW   |
| Neumärker Straße 14 52° 13′ 40″ N, 11° 0′ 24″ O             | Wohn-/ Geschäftshaus                          | Zweigeschossiger Fachwerkbau in Stockwerksbauweise mit mittigen Zwerchhaus, flankiert von nachträglich eingebauten Gauben, unter Satteldach in Krempziegeldeckung. EG durch Ladeneinbauten verändert und massiv ersetzt. Fachwerk im schwach vorkragenden OG mit regelmäßigen Gefüge, teilweise erneuert, im Schwellenriegel eine geschnitzte Inschrift. Zwerchhaus mit vorkragendem Dreiecksgiebel von gewellten Schmuckhölzern seitlich gefasst, Seiten mit Hohlpfannen verblendet. 1946 Fachwerk freigelegt, 1961 Ladeneinbau. | 32708544 | BW   |
| Neumärker Straße 17 / 17a / 17b 52° 13′ 40″ N, 11° 0′ 22″ O | Wohn-/ Geschäftshaus                          | Dreigeschossiger Rohziegel–Eckbau auf niveauausgleichendem Sockel unter abgewinkeltem Satteldach in Hohlpfannendeckung. Fassade aus gelben Ziegeln mit Zierelementen aus roten Ziegeln in Form von Fenstereinfassungen, Zierbändern, Gesimsen, Brüstungsfeldern und Friesen gestaltet. Fenster im ersten OG in Segmentbogen– und im zweiten OG in Rundbogenform. Abgeschrägte Gebäudeecke tritt risalitartig vor, von einem Spitzgiebel mit Spitzbogen bekrönt. Baukörper wurde gemeinsam mit Schützenwall 2 errichtet. EG durch Ladeneinbau stärker verändert.                                                                                            | 32715018 | BW   |
| Neumärker Straße 22 52° 13′ 40″ N, 11° 0′ 22″ O             | ehem. Gasthaus                                | | 32708584 | BW   |
| Neumärker Straße 52° 13′ 40″ N, 11° 0′ 23″ O                | Neumärker Tor / Hausmannsturm                 | Stadttor mit Turm als verputzter Massivbau unter polygonalem Turmhelm. Tordurchfahrt im Spitzbogen, darüber geschosstrennendes Gurtgesims mit westlichen spätgotischen Reliefgruppe der Marienbekrönung in Ädikula–artiger Fassung. Der Turmtorso in verputzen Sandsteinquaderbau mit in Sandstein gefassten Lichtfenstern, bekrönt von einem polygonalen schiefergedeckten Knickhelm mit vier Zwerchhäusern. Anfang des 15. Jh. erneuert, 1846 Tordurchfahrt erheblich vergrößert. | 32708328 |      |
| Neumärker Straße 24 52° 13′ 40″ N, 11° 0′ 24″ O             | Wohn-/ Geschäftshaus                          | Zweigeschossiger verputzter Fachwerkbau auf niveauausgleichendem Sockel unter abgewinkeltem Satteldach in Betonpfannendeckung, unterkellert. EG durch Ladeneinbauten stark verändert. Fenster des OG mit späterer Putzrahmung in Form von Diamantquadern, darunter Brüstungsgesims. Zwerchhaus mit Dreiecksgiebel sowie ein kräftiges profiliertes Traufgesims aus Holz. Abgerundete Gebäudeecke im OG durch Balkon mit originalem Eisengitter betont. | 32708628 | BW   |
| Neumärker Straße 29 52° 13′ 40″ N, 11° 0′ 28″ O             | Wohnhaus                                      | Dreigeschossiger traufständiger Fachwerkbau in Stockwerksbauweise unter Satteldach in Krempziegeldeckung mit zwei Reihen an Dachgauben, teilunterkellert. Sockel mit Keramik verkleidet, EG durch Ladeneinbau verändert. Durchfahrt mit altem Sandsteinplattenbelag, hölzerne Einfahrtstor mit geschnitztem Torsturz Ende 19. Jh. angefügt. Erstes und zweites OG vorkragend. Gefüge im ersten OG an östlicher Hausecke teilweise überbrettert, Gesims in gerundeten und profilierten Balkenköpfen und Füllhölzern, farbig gefasst. | 32708648 | BW   |
| Neumärker Straße 30 52° 13′ 40″ N, 11° 0′ 29″ O             | Wohnhaus                                      | Dreigeschossiger traufständiger verputzter Massivbau unter Satteldach in Krempziegeldeckung, unterkellert. EG durch Ladeneinbau vollständig verändert. Erstes und zweites OG mit profilierten Fensterrahmungen und –verdachungen, sowie verkröpften Gesimsen aus Sandstein. Mitte risalitartig betont durch von Pilastern gerahmtes, mit Reliefs verziertes Palladio–Motiv in beiden OGs, vom Dreiecksgiebel bekrönt. | 32708669 | BW   |
| Neumärker Straße 34 52° 13′ 39″ N, 11° 0′ 31″ O             | Wohnhaus                                      | Dreigeschossiger gelber Rohziegelbau mit Drempel unter Satteldach in Pfannendeckung. EG durch Ladenumbau völlig verändert. Fenster des ersten und zweiten OG teilweise gekuppelt und mit profilierten Sandsteinrahmungen und –verdachungen, im zweiten OG mit antikisierenden Palmetten- und Rankenmotiven, der Drempel mit Pilastergliederung. | 32708690 | BW   |
| Neumärker Straße 36 52° 13′ 39″ N, 11° 0′ 33″ O             | Wohnhaus                                      | Dreigeschossiger Fachwerkbau mit verputzten Sockel, unter abgewalmten Satteldach in Hohlpfannendeckung. Im unteren Bereich in Geschossbauweise, das zweite OG vorkragend in Stockwerkbauweise über gerundeten und geriefelten Balkenköpfen und profilierten Knaggen. Im Ostteil Hauses Durchfahrt mit profilierter rundbogiger Einfahrt, darüber Aufzugsluke. EG teilweise massiv ersetzt, verputzt und mit aufgemalten Fachwerk. Rückwärtiges schlichtes Fachwerk im ersten und zweiten OG freiliegend. Rückwärtigen Erweiterungsbauten als Seitenflügel teils aus derselben Zeit, teils aus dem 18. Jh., die unteren Geschosse ebenfalls massiv ersetzt. | 32708710 | BW   |
| Neumärker Straße 41 52° 13′ 39″ N, 11° 0′ 36″ O             | Wohnhaus                                      | Dreigeschossiger verputzter Fachwerk-Eckbau in Stockwerksbauweise unter Satteldach in Hohlpfannendeckung mit außermittigen Zwerchhaus als ehemaliger Aufzugserker. EG durch Ladeneinbau verändert. Das zweite OG und Zwerchhausvorkragend; an der Giebelseite sind Vorkragungen erhalten. Gebälk weitgehend verputzt, nur Balkenköpfe und Schwelle mit Inschrift an Hauptfassade freiliegend. | 32708733 | BW   |

## P
| Lage                                      | Bezeichnung               | Beschreibung | ID       | Bild |
| ----------------------------------------- | ------------------------- | --- | -------- | ---- |
| Papenberg 1 52° 13′ 38″ N, 11° 0′ 39″ O   | Wohn-/ Geschäftshaus      | Dreigeschossiger verputzter Massivbau, rückwärtig im Fachwerk, auf Quadersockel unter abgewinkeltem Satteldach in Hohlpfannendeckung. Mittelrisalit mit von Rundbogengiebel abgeschlossenem Zwerchhaus, im Giebel Schieferbehang. Im EG große Arkadenfenster und –portal mit profilierter Sandsteinfassung. Über dem Portal eine Kartusche mit halbnackter weiblicher Figur mit Anker. EG in Rustica-Quaderbossenwerk gefasst, Fenster mit aufgemalten Schlusssteinen akzentuiert. | 32709279 | BW   |
| Papenberg 2 52° 13′ 38″ N, 11° 0′ 39″ O   | Rohrsches Haus            | Dreigeschossiger Fachwerkbau auf Sandsteinquadersockel, unterkellert, mit Satteldach in Hohlpfannendeckung. EG und ZG ursprünglich in Geschossbauweise, 1903 zusammengefasst. Dort eiserne Mittel- und Fassadenstützen, mit ornamentierten Brettern mit Löwenprotomen verkleidet. Über Schaufenstern moderne „Speicher-Öffnungen“ und Holzverblendung. OG sind kräftig über gerundeten und geriefelten Balkenköpfen vorkragend, mit profilierten Knaggen. In beiden Geschossen Brüstungslangriegel mit Zahnschnitt und Kerbschnitt sowie Fenstern in Vorhangbogenform. Fassade vollständig mit geschnitzten und farbig gefassten Dekor überzogen. Rückwärtig schlichtes Fachwerk mit schwach vorkragendem OG. | 32709304 |      |
| Papenberg 3 52° 13′ 38″ N, 11° 0′ 40″ O   | Ratsapotheke              | Dreigeschossiger queraufgeschlossener Massivbau auf niveauausgleichendem mit Sandsteinplatten verblendeten Bruchsteinsockel, unterkellert. Flachgeneigtes Satteldach mit Betonpfannen gedeckt. Mittige Haustür über zweiläufiger Freitreppe mit schlichter Sandsteinfassung, im Oberlicht ein modernes Bronzerelief. Mittelrisalit mit abschließendem Dreiecksgiebel mit Halbkreisfenster mit Ornamentsprossen. Horizontale Gliederung durch profilierte, verkröpfte und geschosstrennende Gesimse, sowie ein breites Traufgesims, ebenfalls profiliert und verkröpft mit dem Risalit verbunden. Rückwärtige Erweiterung über die gesamte Breite des Gebäudes in Fachwerk Ende 19. Jh., höher liegend, bunte Verglasung von ca. 1910. Seitliche Anbauten im EG massiv, OG in Fachwerk. Zufahrt zum Hof durch Tor von 1652 an der Kornstraße. | 32709329 |      |
| Papenberg 4 52° 13′ 38″ N, 11° 0′ 41″ O   | Wohnhaus                  | Dreigeschossiger Fachwerkbau auf niveauausgleichendem verputzten Sockel, unterkellert. Mansardendach mit mittiger Gaube in Krempziegeldeckung. EG mit ehemaligen Zwischengeschoss zusammengefasst und massiv ersetzt mit Ladeneinbau. Erstes OG vorkragend über Balkenköpfen mit geriefelter Wulst. Gebälk des zweiten OG entsprechend. Brüstungsplatten mit einzelnen Arkadenmotiven, weitgehend erneuert. Im mittleren Fach des zweiten OG eine Ladeluke in einer profilierten Rundbogeneinfassung mit Schuppenband. Traufgebälk verdeckt, Gaube schieferverkleidet. | 32709371 |      |
| Papenberg 5 52° 13′ 38″ N, 11° 0′ 41″ O   | Wohnhaus                  | Dreigeschossiger Fachwerkbau auf niveauausgleichendem verputzten Sockel, unterkellert. Mansardendach mit mittiger Gaube in Krempziegeldeckung. EG mit ehemaligen Zwischengeschoss zusammengefasst und massiv ersetzt mit Ladeneinbau. Erstes OG vorkragend über Balkenköpfen mit geriefelter Wulst. Gebälk des zweiten OG entsprechend. Brüstungsplatten mit einzelnen Arkadenmotiven, weitgehend erneuert. Im mittleren Fach des zweiten OG eine Ladeluke in einer profilierten Rundbogeneinfassung mit Schuppenband. Traufgebälk verdeckt, Gaube schieferverkleidet. | 32709371 |      |
| Papenberg 6 52° 13′ 38″ N, 11° 0′ 42″ O   | Wohn-/ Geschäftshaus      | Zweieinhalbgeschossiger verputzter Massivbau auf verputzten Sockel unter Satteldach. Symmetrisch gegliederte Fassade mit dreiachsigen Mittelrisalit und dreiachsigen Seitenteilen, EG mit Ladeneinbau als Sockel mit Putzquaderung gestaltet, durch Fenstereinbauten verändert. Profiliertes geschosstrennendes Gesims und Sohlbankgesims, Fenster mit profilierter Putzrahmung und -verdachung gestaltet, Traufgesims mit Zahnschnitt und Eierstab. Dreiecksgiebel über Mittelrisalit nachträglich entfernt. Fenster des Zwischengeschosses am Mittelrisalit 1920 verkleinert. Im Westen Durchfahrt zum Innenhof, dieser von rückwertigen Gebäudeflügeln als Wohn- und Wirtschaftsgebäude umgeben. | 32709395 |      |
| Papenberg 7 52° 13′ 38″ N, 11° 0′ 42″ O   | Wohnhaus                  | Dreigeschossiger verputzter Massivbau mit ausgebautem DG unter Mansardendach mit überhöhten Giebelwänden in Betonpfannendeckung und großen verglasten Dachgauben mit polygonalen Ortgängen. EG durch Ladeneinbau verändert, mit Kalksteinplatten verblendet. Im ersten und zweiten OG mit monumentalen kannelierten Lisenen auf je zwei Konsolen gegliedert, die östlichen Stockwerkshälften als abgerundeter Erker. In den Brüstungen ursprünglich Reliefs. Verkröpftes und profiliertes Sohlbank- sowie stark überkragendes Hauptgesims. | 32709419 |      |
| Papenberg 8 52° 13′ 37″ N, 11° 0′ 43″ O   | Wohnhaus                  | Dreigeschossiger schlichter Fachwerkbau auf niveauausgleichenden verputzten Sockel, unterkellert, unter Satteldach in Ziegelpfannendeckung. Fachwerkgefüge mit symmetrisch positionierten Fußstreben und verputzter Ausfachung. Gefüge im EG durch Ladeneinbauten verändert, im westlichen Hausteil Fassade weitgehend entfernt. Zweites OG höher als Erstes. Im Kern wohl von 1763, spätere Umbauten. | 32709437 |      |
| Papenberg 9 52° 13′ 37″ N, 11° 0′ 43″ O   | Wohnhaus                  | Erdgeschoss massiv mit Ladeneinbauten und Holzverkleidung verändert, erstes und zweites OG in Fachwerk, nach 1972 völlig mit Kunststoff verdeckt. Abgewinkeltes Satteldach mit Pfannendeckung; ehemaliges Zwerchhaus entfernt und Fenster zugesetzt bzw. verkleinert. 1872 Ladeneinbau. | 32709455 | BW   |
| Papenberg 11 52° 13′ 36″ N, 11° 0′ 44″ O  | Wohn-/ Geschäftshaus      | Zweigeschossiger stark verputzter Fachwerkbau mit mittlerem Zwerchhaus auf Sockel in Bruchsteinmauerwerk unter Satteldach in Hohlpfannendeckung. EG durch Ladeneinbau verändert, südlich Toreinfahrt in Jugendstil. Fenster mit Jugendstil-Einfassung, Umrahmung des mittleren Fensters reich in Stuck verziert. Angedeutetes geputztes Gurtband. Im Zwerchgiebel zentrales Sonnenmotiv, darüber ein Ornament im First. Freistehende Giebelseite: Fachwerk mit einzelnen Fußstreben und seitlichen halben Riesen ausgesteift, Füllung der Gefache teilweise mit Lehmstarkung, oberer Giebel ganz verputzt. 1840 größerer Umbau und Ausbau des DG, 1889 Ladeneinbau vorhanden. | 32709494 |      |
| Papenberg 12 52° 13′ 36″ N, 11° 0′ 44″ O  | Wohn-/ Geschäftshaus      | Dreigeschossiger, verputzter Fachwerkbau mit mittigen Zwerchhaus auf niveauausgleichendem verputzen Sockel unter Satteldach in Ziegelpfannendeckung. EG durch Ladeneinbau verändert, im Süden Durchfahrt. Schlichte Fassade mit Fenstereinfassungen in Putz, Zwerchgiebel profiliert und verkleidet. Rückwärtig zweigeschossiger Fachwerkanbau Ende 17. Jh., mit vorkragenden OG, gefaster Schwelle und Füllhölzern, Knaggen teilweise entfernt. EG partiell massiv ersetzt. | 32709512 |      |
| Papenberg 13 52° 13′ 36″ N, 11° 0′ 44″ O  | Wohnhaus                  | Dreigeschossiger Fachwerkbau, vollständig mit Asbestzementplatten verkleidet. EG massiv unterfangen, mit Ziegeln verblendet. Satteldach mit Schleppgaube und Betonpfannendeckung. Im Kern um 1800 errichtet. | 32709530 |      |
| Papenberg 14 52° 13′ 36″ N, 11° 0′ 44″ O  | Wohnhaus                  | Dreigeschossiger Fachwerkbau in Stockwerkbauweise auf Werksteinsockel, unterkellert, unter Satteldach in Ziegelpfannendeckung, mittiges Zwerchhaus mit Kielbogen-Giebel. Unverändertes symmetrisches Fachwerkgefüge mit Fußstreben im Brüstungsbereich, zweifeldigen Streben in der Mittelachse und gebogenen Streben im Ziergiebel. Ziergiebel ist profiliert gefasst, mit einem zentralen Uhlenloch. Über der Tür Inschrift mit Chronogramm sowie einer Mitra mit gekreuzten Abtstäben. | 32709548 |      |
| Papenberg 17 52° 13′ 36″ N, 11° 0′ 45″ O  | Wohnhaus                  | Zweigeschossiger stark verputzter Fachwerkbau mit Zwerchhaus auf niveauausgleichendem Sandsteinsockel, teilunterkellert, unter mit Hohlpfannen und Betondachsteinen eingedeckten Mansardwalmdach. Zwerchhaus mit Dreiecksgiebel von Dachgauben flankiert. Umlaufendes angedeutetes Gurtgesims in Putz, Haustür mit Jugendstil-Ornamenten. Ein rückwärtiger, niedrigerer Anbau nach 1906 angefügt. | 32709618 | BW   |
| Papenberg 18 52° 13′ 36″ N, 11° 0′ 45″ O  | Wohnhaus                  | Dreigeschossiger Fachwerkbau in Stockwerkbauweise auf niveauausgleichendem Sandsteinsockel, unterkellert, unter Satteldach in Ziegelpfannendeckung. EG mit vorgelegten Stufen durch Ladeneinbau von ca. 1890 (jetzt wieder Wohnraum) verändert; mit geschnitztem Architrav und Gewänden mit Rustikamotiven geziert. Zweites OG höher als das erste, rückwärtig erst 1912 ausgebaut. Fachwerkgefüge mit gekuppelten Ständern durch Fenstereinbau verändert. Ausfachungen in gestrichener Ziegelsetzung. Im Schwellenbalken Inschrift „Anno 1800“. | 32709643 |      |
| Papenberg 19 52° 13′ 36″ N, 11° 0′ 45″ O  | Wohn-/ Geschäftshaus      | Dreigeschossiger traufständiger Rohziegelbau auf Sandsteinquadern unter Satteldach mit Hohlpfannendeckung und überhöhten Giebelwänden mit Hohlpfannenbehang. EG, Tür und Schaufenster in Segmentbögen. Im ersten OG seitlich gekuppelte Fenster mit geputzten Pfeiler mit Kapitell. Profilierte durchlaufende Brüstungsgesimse in Sandstein, Gurtband in Ziegelziersetzung, im zweiten OG Pilaster als Wandvorlagen. Drempel mit runden gefassten Fensteröffnungen, teils zugesetzt. Mit Schiefer verkleidete Dachgauben nachträglich eingebaut. | 32709661 |      |
| Papenberg 20 52° 13′ 36″ N, 11° 0′ 45″ O  | Wohnhaus                  | Dreigeschossiger Fachwerkbau auf niveauausgleichendem Sockel mit massiver Fassade (gelber Ziegelstein, nun gestrichen) unter Satteldach in Krempziegeldeckung. Fenster und Türen in Segmentbögen in zurückgesetzter Einfassung. Brüstungsbereiche mit Ziersetzung und Gebäudeecken durch Lisenen hervorgehoben. 1820 Neubau in Fachwerk, 1877/78 Vorsetzen der massiven Fassade, 1909 Ladeneinbau. | 32709679 |      |
| Papenberg 21 52° 13′ 37″ N, 11° 0′ 46″ O  | Professorenhaus           | Dreigeschossiger Fachwerkbau auf niveauausgleichenden Sandsteinsockel, teilweise verputzt, teilunterkellert. Satteldach mit Aufschiebling und zwei Gauben in Krempziegeldeckung. Queraufgeschlossener Hauptflügel mit rückwertigen längs anschließenden und unterschiedlich hohen Anbauten. EG durch Ladeneinbauten stark verändert, mit klassizistischer Holzeinfassung. Gefüge im mittleren Teil des ersten Obergeschosses mit gekuppelten Ständern erneuert und verändert, zweites OG an Trauf- und Giebelseite. Auf der Schwelle oberhalb der Balkenköpfe Schuppenmuster, an der Oberkante der Schwelle durchlaufender Zahnschnitt. | 32709697 | BW   |
| Papenberg 22 52° 13′ 37″ N, 11° 0′ 45″ O  | Wohnhaus                  | Dreigeschossiger Fachwerkbau mit jüngerer Ziegel-Fassade von um 1900. Das queraufgeschlossene Vorderhaus und das giebelständig anschließende Hinterhaus wohl im Kern 18. Jh. Beide Teile unter Satteldächern in Hohlpfannendeckung und auf niveauausgleichenden Sockeln aus verputztem Bruchstein, teilunterkellert. Rückwärtig freiliegendes Fachwerkgefüge mit Längsstreben. Im östlichen Hausteil ein durch Zwischenbau verbundenes Stallgebäude aus Fachwerk mit vorkragendem OG (18. Jh.), jetzt teilweise als Wohngebäude genutzt. Innenhof mit alter Pflasterung. | 32714388 | BW   |
| Papenberg 25 52° 13′ 38″ N, 11° 0′ 43″ O  | Wohn-/ Wirtschaftsgebäude | Ursprünglich zweigeschossiger Fachwerkbau, 1870 straßenseitig dreigeschossig ausgebaut und mit massiver Fassade versehen. Satteldach in Hohlpfannendeckung und schwach vortretender Mittelrisalit mit Dreiecksgiebelabschluss. EG durch Ladeneinbau verändert, weitgehend massiv, dabei einen Teil des Mittelrisalites entfernt und die Fassade mit Natursteinplatten verkleidet. Die Gesimse in OG und Konsolengesims sind verkröpft und profiliert. Fenster mit profilierten Einfassungen und Verdachungen, teils mit Rankenreliefs gestaltet. Brüstungsfelder des ersten OGs mit Rankenornamentik sowie Frauenprotomen und Putten geziert, im Tympanon ebenfalls Stuckdekor. Rückwärtige massive Wirtschaftsanbauten des 19. Jh. nur partiell erhalten.                                                                                   | 32709740 | BW   |
| Papenberg 26 52° 13′ 38″ N, 11° 0′ 42″ O  | Wohn-/ Geschäftshaus      | Dreigeschossiger Rohziegelbau auf niveauausgleichenden Sockel, unterkellert, mit Satteldach in Ziegelpfannendeckung. Die westlichen zwei Fensterachsen über der Einfahrt vorgezogen und mit Giebeln überfangen, im Giebel Rundfenster über zwei spitzen Blendbögen mit Rosette. Selbiges simplifiziertes Motiv in der vorgezogenen Fensterachse über dem Ladeneingang. Zieranker als Fassadenbehang, im EG besonders ausgestaltet, über dem Ladeneingang ein eisernes Kreuz mit Gedenkschrift an den gefallenen Ernst Bötticher. Schaufenster modernisiert, darüber Inschrift mit „Eisen-Handlung“ und Straßennummer in schmiedeeisernen Majuskeln. Verkröpfte Brüstungsgesimse, im zweiten OG und unter dem Traufgesims Zierfriese aus reliefierten Tonplatten.                                                                             | 32709764 | BW   |
| Papenberg 27 52° 13′ 39″ N, 11° 0′ 42″ O  | Wohn-/ Geschäftshaus      | Zwei schmale Fachwerkbauten im Kern (Ostteil 17. Jh.; Westteil 18. Jh.) zu dreigeschossigen Bau mit Drempel unter Satteldach zusammengefasst und 1904 mit einheitlicher, klassizistischen Putzfassade versehen. EG auf niveauausgleichendem Natursteinsockel mit Ladeneinbau modernisiert. Erstes und zweites OG mit holzgefertigten, profilierten Sohlbankgesimsen, Fenstereinfassungen und –verdachungen auf Konsolen. | 32709788 | BW   |
| Papenberg 27 52° 13′ 40″ N, 11° 0′ 42″ O  | Lagerhaus                 | Zweigeschossiger queraufgeschlossener Fachwerkbau in Stockwerksbauweise, partiell auf Bruchsteinsockel, unter Satteldach. Gefache zum größten Teil mit Lehmstakung ausgefacht, östlicher Gebäudeteil in der Hälfte vorspringend, hofseitig ein Ladestock. Rückwertiger nördlicher Abschluss des Innenhofes. | 32714203 | BW   |
| Papenberg 28 52° 13′ 39″ N, 11° 0′ 41″ O  | Wohn-/ Geschäftshaus      | Dreigeschossiger verputzter Fachwerkbau auf niveauausgleichendem Sockel, unterkellert, mit Mansarddach in Ziegelpfannendeckung, seitlich und im Zwerchgiebel mit Schieferplatten verschalt. Mittelrisalit in der Breite des Zwerchhauses. Profilierte Brüstungsgesimse und -geschosstrennende Gesimse, wohl aus Holz, ebenso die profilierten Fensterfassungen mit Verdachungen. Rückwärtig ein schmaleres Zwerchhaus. | 32709813 | BW   |
| Papenberg 29 52° 13′ 39″ N, 11° 0′ 40″ O  | Wohnhaus                  | Dreigeschossiger Fachwerkbau in Stockwerksbauweise auf einem Sockel, an der Giebelseite in Bruchsteinmauerwerk, teilunterkellert. Satteldach mit Aufschiebling in Hohlpfannendeckung. EG straßenseitig massiv ersetzt (vor 1901). Zweites OG kragt vor, Gebälk als durchlaufend profiliertes Gesims gestaltet, das breitere Fachwerkgefüge noch originär. Erneuertes Fachwerkgefüge mit einzelnen Andreaskreuzen. Westgiebel vierfach vorkragend, oberhalb der ersten OG mit Hohlpfannenbehang. Fachwerkgefüge weitgehend erneuert, Vorkragung und Gebälk der Hauptfassade entsprechend. Rückwärtig verschiedene Anbauten unterschiedlichen Alters teils in Fachwerk, teils in Massivbau. | 32709837 | BW   |
| Papenberg 30 52° 13′ 39″ N, 11° 0′ 40″ O  | Wohnhaus                  | Zweigeschossiger langgezogener Fachwerk-Eckbau in Stockwerkbauweise unter abgewinkelten Satteldach. Durch Umformung und Ladeneinbau stark verändert. Am Ostgiebel Reste des Fachwerkgefüges von 1711 erhalten, mit Vorkragung des Giebeldreiecks, Fußstrebenpaaren und halben Riesen. In den Brüstungsgefachen der Straßenfront ehemals Andreaskreuze, die Silhouette des Gebäudes und Vorkragung des ersten OG der originären Baukonstruktion entsprechend. Wohl um 1711 durch den Brauer Jonas Stolze erbaut. | 32709861 | BW   |
| Poststraße 15 52° 13′ 28″ N, 11° 0′ 42″ O | Wohnhaus                  | Zweigeschossiger Rohziegelbau mit zweimal leicht abgewinkelter Fassade, auf Werksteinsockel unter Satteldach in Ziegelpfannendeckung. Mittiges zweiachsiges Zwerchhaus mit geradem Abschluss unter abgewalmten Dach, flankiert von Dachhäuschen. Im EG Toreinfahrt. Werksteinelemente aus Sandstein in Form vom profilierten Gurtgesims, profilierten Fenstereinfassungen mit gerader Verdachung, die abgesetzten Fensterbrüstungen und dem Konsolengesims unter der Traufe. | 32709986 | BW   |
| Poststraße 16 52° 13′ 28″ N, 11° 0′ 41″ O | Wohn-/ Geschäftshaus      | Massivbau auf unterschiedlich hohen, teilweise verputzten Sandsteinquadersockel, unterkellert. Zweigeschossig mit Drempel und Zwerchhäusern, seit 1903 dreigeschossig unter abgewinkelten Satteldach in Betonpfannendeckung. EG verputzt und durch Ladeneinbau verändert. OGs aus gelben Klinkern, Fenster und Türen mit Putzrahmungen sowie Verdachungen in schlichten spätklassizistischen Formen. Gurtgesims sowie verkröpfte Brüstungsgesimse profiliert und ebenfalls aus Putz, unter Traufe ein Konsolfries. Vertikale Gliederung durch leichte Fassadenvorsprünge. Als mehrteiliges Eckgebäude mit polygonaler Eck-Abschrägung konzipiert. | 32710028 | BW   |

## R
| Lage                                       | Bezeichnung | Beschreibung | ID       | Bild |
| ------------------------------------------ | ----------- | --- | -------- | ---- |
| Rosenwinkel 1 52° 13′ 32″ N, 11° 0′ 34″ O  | Wohnhaus    | Zweigeschossiger Fachwerkbau mit mittigen Zwerchhaus und massiver Fassade auf niveauausgleichendem Sockel, teilunterkellert, mit abgewinkelten Satteldach in Krempziegeldeckung. Stirnfassade 1905 als Schaufassade konzipiert. Im EG rustizierte Putzquaderung mit Inschrift im Eingangs-Schlussstein, im OG Stuckfassade mit durchlaufenden Gurtgesims, Pilastervorlagen sowie Fenstereinfassungen mit vorhangähnlichen Bögen. Darüber Drempel mit blinden Lichtfenstern, bekrönt vom Giebel mit partiell erhaltenem Freigespärre. Flankierende Gebäudeseiten in Putzelementen reduziert gegliedert. | 32710069 | BW   |
| Rosenwinkel 8 52° 13′ 32″ N, 11° 0′ 34″ O  | Reihenhaus  | Zweigeschossiger, traufständiger Massivbau auf niveauausgleichendem Werksteinsockel, unterkellert, unter Satteldach in Hohlpfannendeckung mit Gauben. Im EG Putzquaderung mit oben liegenden Gurtgesims, im OG rotes Ziegelmauerwerk mit klassizistischen Fenstereinfassungen und Konsolenfries sowie einem durchlaufenden Sohlbankgesims. Überhöhter Westgiebel mit Krempziegelbehang und Bauwich. | 32710088 | BW   |
| Rosenwinkel 9 52° 13′ 32″ N, 11° 0′ 34″ O  | Reihenhaus  | | 32710106 | BW   |
| Rosenwinkel 10 52° 13′ 32″ N, 11° 0′ 35″ O | Reihenhaus  | Zweigeschossiger, traufständiger Massivbau auf niveauausgleichendem Werksteinsockel, unterkellert, unter Satteldach in Hohlpfannendeckung mit mittigen Zwerchhaus und flankierenden Gauben. Im EG Putzquaderung mit oben liegenden Gurtgesims, ehemaliges Tor zu Tür und Fenster umgebaut. Im OG rotes Ziegelmauerwerk mit klassizistischen Fenstereinfassungen und Konsolenfries sowie einem durchlaufenden Sohlbankgesims. Überhöhter Giebel im direkten Anschluss an das Nachbarsgebäude. | 32710124 | BW   |
| Rosenwinkel 11 52° 13′ 32″ N, 11° 0′ 35″ O | Wohnhaus    | Zweigeschossiger, traufständiger roter Ziegelbau mit mittigen dreiachsigen Zwerchhaus mit flankierenden Dachhäuschen Hausteinsockel, unterkellert, unter Satteldach. Fenster im EG mit putzprofilierten Segmentbögen, gekuppelte Fenster an den Außenachsen. Profiliertes Gurtgesims und Sohlbankgesims im OG, Fenstereinfassungen in Putz, gemauerter Konsolenfries unter der Traufe. | 32710142 | BW   |

## S
| Lage                                    | Bezeichnung                          | Beschreibung | ID       | Bild |
| --------------------------------------- | ------------------------------------ | --- | -------- | ---- |
| Südertor 6 52° 13′ 29″ N, 11° 0′ 39″ O  | Kreisverwaltung und Zonengrenzmuseum | Zweigeschossiger, ursprünglich neun Fensterachsen breiter verputzter Massivbau auf Sandsteinquadersockel, unterkellert, unter Walmdach in Krempziegeldeckung. Nach Westen hin zweiachsige Erweiterung von 1888. Über den drei mittleren Fensterachsen ein flacher Dreiecksgiebel mit Kreissegmentfenster mit Sprossenzierde, darunter ursprünglich Tür zum Garten, jetzt ziergefasster Haupteingang. Fenster mit schlichten Sandsteineinfassungen, östlich eine Durchgangsschleuse. | 32711766 |      |
| Südertor 10 52° 13′ 29″ N, 11° 0′ 40″ O | Wohn-/ Geschäftshaus                 | Massivbau auf unterschiedlich hohen, teilweise verputzten Sandsteinquadersockel, unterkellert. Zweigeschossig mit Drempel und Zwerchhäusern, seit 1903 dreigeschossig unter abgewinkelten Satteldach in Betonpfannendeckung. EG verputzt und durch Ladeneinbau verändert. OGs aus gelben Klinkern, Fenster und Türen mit Putzrahmungen sowie Verdachungen in schlichten spätklassizistischen Formen. Gurtgesims sowie verkröpfte Brüstungsgesimse profiliert und ebenfalls aus Putz, unter Traufe ein Konsolfries. Als mehrteiliges Eckgebäude mit polygonaler Eck-Abschrägung konzipiert. | 32711806 | BW   |

## Sch
| Lage                                        | Bezeichnung         | Beschreibung | ID       | Bild |
| ------------------------------------------- | ------------------- | --- | -------- | ---- |
| Schuhstraße 5 52° 13′ 43″ N, 11° 0′ 35″ O   | Wohnhaus            | Zweieinhalbgeschossiger Fachwerkbau auf Sandsteinsockel unter Satteldach in Krempziegeldeckung. EG und Zwischengeschoss mit durchschießenden Ständern, zweites OG vorkragend über Balkenköpfen mit Lilienprofil. Auf der Schwelle sechsstufiger Treppenfries von gedrehter Schnur und Kehle eingefasst. EG durch Ladeneinbau verändert. Rückwärtig schmalerer, tiefer und giebelständiger Anbau. OG an südlicher Traufseite über gerundeten Balkenköpfen und profilierten Knaggen vorkragend, auf Ständern darunter ähnliches Profil. | 32710270 |      |
| Schuhstraße 9 52° 13′ 44″ N, 11° 0′ 35″ O   | Wohnhaus            | Dreigeschossiger Fachwerkbau mit Erd- und erstem OG in Geschossbauweise unter Satteldach in Ziegelpfannendeckung. Straßenfassade originalgetreu rekonstruiert mit vorkragenden zweiten OG über Gebälk mit Schiffskehlen und profilierten Balkenköpfen. Gewölbekeller parallel zur Straße, Zugang mit Sandsteingewänden. Im Kern wohl vor 1600 erbaut. | 39010393 |      |
| Schuhstraße 10 52° 13′ 44″ N, 11° 0′ 35″ O  | Wohnhaus            | Stark veränderter zweigeschossiger Bau, EG sowie die OG–Fassade massiv, sonst Fachwerk, auf verputzten Sockel, teilunterkellert, unter Satteldach in Hohlpfannendeckung. EG stark verändert, Sandsteineinfassung der Haustür mit Oberlicht, originale Haustür mit originärer Türklinke. Rückwärtig Fachwerk am OG und Zwerchhaus mit freiliegenden Gefüge mit einzelnen Fußstreben und leicht vorkragenden Giebeldreieck des Zwerchhauses. Hauptgebäude um 1750, südlicher Gebäudeteil um 1680. | 32710307 |      |
| Schuhstraße 11 52° 13′ 45″ N, 11° 0′ 35″ O  | Wohnhaus            | Dreigeschossiger verputzter Massivbau auf Sandsteinsockel unter abgerundetem Satteldach in Ziegelpfannendeckung. In OGs gekuppelte Fenster mit späterer scharierter Sandsteineinfassung, das südliche Fenster im ersten OG mit ursprünglicher Profilfassung. Im veränderten EG rundbogige Toreinfahrt zu erhaltener Diele, rückwärtig verbaut. An Hauptfassade Rollwerkkartusche mit Inschrift. Groteske Maske an der südlichen Traufe sowie eingemauerter Wappenstein. | 32710326 |      |
| Schuhstraße 11 52° 13′ 45″ N, 11° 0′ 36″ O  | Seitenflügel        | Seitenflügel der Schuhstraße 11, um 1600 entstanden. Zweigeschossiger verputzter Anbau mit gefasten Fenstergewänden, OG in Fachwerk, unter Satteldach in Ziegelpfannendeckung mit späteren Gauben. Östlich eine Tordurchfahrt. 1730–1793 Schnorrsche Universitätsdruckerei ansässig gewesen. | 32713625 | BW   |
| Schuhstraße 12 52° 13′ 46″ N, 11° 0′ 35″ O  | Wohnhaus            | Zweigeschossiger, L-förmiger Fachwerkbau mit massiven EG unter abgewinkeltem Satteldach in Hohlpfannendeckung mit modernen Schleppgauben. EG in Bruchsteinmauerwerk mit Ziegeln durchsetzt, Fensteröffnungen mit schlichter Sandsteinfassung. Eingangsportal aus dem 18. Jh. Fachwerk des OG mit Fußstrebenpaaren, vorkragend. An der rückwärtigen Fassade weitgehend erhaltenes, jedoch veränderter Fachwerkgefüge; im Erd- und OG mit einzelnen Fußstrebenpaaren. OG leicht vorkragend. An Nordseite massiver Kellereinbau, einhalbgeschossig versetzt, darüber eingefügtes Zwischengeschoss. Ursprünglich große Halle im Südteil des Gebäudes mit schweren Unterzügen und Kopfbändern.                                                 | 32710347 | BW   |
| Schuhstraße 12 52° 13′ 46″ N, 11° 0′ 36″ O  | Seitenflügel        | Dreigeschossiger Fachwerkbau, EG in Bruchsteinmauerwerk unter Satteldach in Ziegelpfannendeckung mit breiten Schleppgauben und einem mittigen Zwerchhaus. Erstes und zweites OG in Fachwerk mit Fußstrebenpaaren, tw. entfernt. Geschosse niedriger als im westlichen Hauptgebäude. Gebälkzierde an der Unterseite leicht abgerundet und mit leichtem Kerbschnittmuster versehen, Ziegelausfachung tw. gemustert, jetzt verputzt. Freistehender Giebel mit Ziegelpfannenbehang. | 32713644 | BW   |
| Schuhstraße 14 52° 13′ 47″ N, 11° 0′ 36″ O  | „Meibom´sches Haus“ | Zweigeschossiger Bau unter Satteldach in Krempziegeldeckung. EG massiv, OG bis auf Nordgiebel in Fachwerk, jetzt vollständig verputzt, vorkragend. Südseite ab OG mit Biberschwanz mit Segmentschnitt behangen. Reich verziertes Sandsteinportal mit verkröpftem Gebälk und gesprengtem Giebel über Pilasterstellung, mit Rocaillenornamentik und Kugeln mit Flammen auf der Giebelschräge. Originale zweiflügelige Haustür mit originärer Klinke. Im EG schlichte Sandsteinfenstergewände. Rückseite mit freiliegenden Fachwerkgefüge im leicht vorkragenden OG. In Verlängerung nach Norden ein eingeschossiger Anbau in Fachwerk mit Durchfahrt, eine Fensterachse massiv, wohl Rest des früher zweigeschossigen Nebenhauses von 1662. | 32710368 |      |
| Schuhstraße 19 52° 13′ 47″ N, 11° 0′ 35″ O  | Gebälkreste         | Erhaltene Fassadenteile des Vorgängerbaus, die als Spolien 1976 in die neuerrichteten Gebäude eingebaut wurden. Geschnitztes Gebälk mit typischen Kerbschnittmuster, schiffskehlenartig gefast und mit profilierten Knaggen, um 1560–1630. | 32710389 |      |
| Schuhstraße 21 52° 13′ 46″ N, 11° 0′ 34″ O  | Wohnhaus            | Zweigeschossiger verputzter Massivbau auf Sandsteinsockel, unterkellert, unter Satteldach in Hohlpfannendeckung. Fassade in verputzten Ziegelmauerwerk mit verkröpften profilierten Gurtgesims. Seitenflanken als zwei leicht vortretende Risalite mit darüber liegenden Zwerchhäusern, am südlichen mit Freigespärre. EG in Putzquaderung, im OG gekuppelte Fenster mit bandartiger, geputzter Segmentbogenverdachung. Tor mit Oberlicht mit Rankenwerk aus Schmiedeeisen. Rückwärtige Fassade in Bruchsteinmauerwerk mit schlichten Fenstereinfassungen aus Sandstein, zwischen EE und OE nur hier ein Zwischengeschoss. Im Kern 17./18. Jh, Fassade von 1860.                                                                          | 32710413 |      |
| Schuhstraße 26 52° 13′ 42″ N, 11° 0′ 35″ O  | Gewölbekeller       | Bemerkenswerter tonnengewölbter Keller, wohl bauliches Rudiment des 1578 unter Prof. Theol. Tileman Heshus errichteten Hauses, welches 1753 bis auf die Außenmauern abgerissen wurde. | 32710481 | BW   |
| Schützenwall 10 52° 13′ 50″ N, 11° 0′ 25″ O | Wohnhaus            | Zweigeschossiger Rohziegelbau auf Ziegelsockel, unterkellert, mit ausgebautem DG mit Drempel unter Satteldach in Betonpfannendeckung. Mittiges Zwerchhaus mit seitlichem Asbestzementplattenbehang. Straßenfassade in gelben Ziegelsteinen mit roten Ziegeln am Sockel, Zierbändern, Traufgesims und Giebeleinfassung. Bau sonst aus roten Ziegeln. Fenster in Segmentbögen mit Ziegelziersetzung, Eingang an Rückseite. Vorgarten. | 32710591 | BW   |
| Schützenwall 11 52° 13′ 51″ N, 11° 0′ 25″ O | Wohnhaus            | Zweigeschossiger Rohziegelbau auf Sockel, unterkellert, mit ausgebauten DG mit Drempel unter Satteldach in Falzziegeldeckung. Mittiges Zwerchhaus flankiert von zwei mit Asbestzementplatten verkleideten Dachhäuschen. Achsensymmetrische Straßenfront aus hellroten Ziegeln mit dunkleren Zierelementen der Bänderung, Rahmung des Zwerchhauses und des Traufgesimses. Ziegelziersetzungen über den Segmentbogenfenstern und im Brüstungsfries, im OG im Deutschen Band. Vorgarten. | 32710609 | BW   |
| Schützenwall 12 52° 13′ 51″ N, 11° 0′ 25″ O | Wohnhaus            | Zweigeschossiger Massivbau auf Sandsteinquadersockel, unterkellert, mit ausgebauten DG mit Drempel unter Satteldach in Betonkrempern. Mittelrisalit mit einem Zwerchhausabschluss. EG in Quaderimitation verputzt, OG in hellrotem Ziegelmauerwerk, Fenstereinfassungen, Pilastervorlagen, Gesimse und Dreiecksgiebel in neoklassizistischen Putzelementen. Vorgarten. | 32710627 | BW   |
| Schützenwall 13 52° 13′ 52″ N, 11° 0′ 25″ O | Wohnhaus            | Zweigeschossiger verputzter Massivbau auf Sandsteinquadersockel, unterkellert, mit ausgebauten DG mit Drempel unter Satteldach in Krempziegeldeckung. Mittelrisalit mit Zwerchhaus, flankiert von zwei Dachhäuschen in Fachwerk. Fenster mit profilierter Sandsteinrahmung. Originale Oberlichter mit grünem Glas und kleinteiliger Versprossung. Vorgarten. | 32710645 | BW   |
| Schützenwall 14 52° 13′ 52″ N, 11° 0′ 25″ O | Wohnhaus            | Zweigeschossiger verputzter MassivbauSandsteinquadersockel, unterkellert, mit ausgebauten DG mit Drempel unter Satteldach in Krempziegeldeckung. Mittelrisalit, Zwerchhaus mit geschweiftem Giebelabschluss. Zwei flankierende Dachhäuschen in Fachwerk. Über Fenster im EG und Zwerchhaus im Brüstungsfeld Flachreliefs mit vegetabilen Jugendstilornamenten. Vor dem Obergeschossfenster des Mittelrisalits originaler Balkon auf Konsolen. Eingang mit originaler Haustür im Zwischentrakt.Vorgarten. | 32710663 | BW   |
| Schützenwall 15 52° 13′ 53″ N, 11° 0′ 25″ O | Wohnhaus            | Zweigeschossiger Rohziegelbau auf Sandsteinquadersockel, unterkellert, mit ausgebauten DG mit Drempel unter Satteldach in Falzziegeldeckung. Mittelrisalit mit Zwerchhaus, flankiert von zwei Dachhäuschen in Fachwerk mit Schieferbehang. Symmetrische Straßenfront und Südseite aus rötlich-gelben Klinkern mit Bänderung und Fensterrahmungen aus Putz. Fenster des Mittelrisalits durch Verdachungen, Reliefs und Ziegelziersetzungen hervorgehoben. Reliefs auch an der Südseite. | 32710681 | BW   |
| Schützenwall 16 52° 13′ 53″ N, 11° 0′ 25″ O | Wohnhaus            | Zweigeschossiger Rohziegelbau auf Ziegelsockel, unterkellert, mit ausgebauten DG mit Drempel unter Satteldach in Falzziegeldeckung. Außermittig zweiachsiger Risalit mit Zwerchhaus, mit Ziergiebel und zwei Dachgauben mit Schieferbehang. Fassade aus hellgelben Ziegelsteinen, Ziersetzungen in hellbraunen Ziegeln. In Brüstungsfeldern Reliefs mit unterschiedlichen Motiven. Schlusssteine über den Fenstern mit Löwenprotomen, die Haustür original. Vorgarten mit historischer Einfriedung aus hochwertig gestaltetem Eisenzaun auf Sandsteinsockel. | 32710699 | BW   |
| Schützenwall 17 52° 13′ 53″ N, 11° 0′ 26″ O | Wohnhaus            | Zweigeschossiger Massivbau auf Quadersockel aus Sandstein, unterkellert, mit ausgebauten Dachgeschoss mit Drempel unter Satteldach in Falzziegeldeckung. Nördliche Haushälfte ca. 20 cm vorspringend, daneben ein zweiachsiger Risalit mit Zwerchhausabschluss, mit geschweiftem Ziergiebel und Dachgauben. Reiche Dekoreinfassungen in leicht vortretender roter Ziegelziersetzung, der Rest der Fassade verputzt. | 32710717 | BW   |
| Schützenwall 18 52° 13′ 54″ N, 11° 0′ 26″ O | Wohnhaus            | Zweigeschossiger Rohziegelbau auf Sandsteinquadersockel, unterkellert, mit ausgebauten DG mit Drempel unter Satteldach in Falzziegeldeckung. Außermittiger Risalit mit Zwerchhausabschluss, mit geschweiftem Giebel. Fassade aus hellroten Ziegeln mit unterschiedlichen Zierelementen in Jugendstilformen aus Putz an Fenstern und Tür sowie am Giebel. Originale Haustür über vier vorgelegten Sandsteinstufen. | 32710735 | BW   |
| Schützenwall 19 52° 13′ 54″ N, 11° 0′ 26″ O | Wohnhaus            | Zweigeschossiger verputzter Massivbau auf Sandsteinquadersockel, unterkellert, mit ausgebauten Dachgeschoss mit Drempel unter Satteldach in Falzziegeldeckung. Außermittiger Risalit mit abschließenden Zwerchhaus, vom Giebel bekrönt. Fassade durch originellen Rosendekor und andere Ornamente in Jugendstilform an Fenstern und Tür belebt. Originale Haustür und Fenstereinteilung im OG mit grünem Glas der Oberlichter. | 32710753 | BW   |

## St
| Lage                                          | Bezeichnung                 | Beschreibung | ID       | Bild |
| --------------------------------------------- | --------------------------- | --- | -------- | ---- |
| Stobenstraße 5 52° 13′ 45″ N, 11° 0′ 27″ O    | Amtsgericht                 | Freistehender giebelständiger Bau, dreiseitig von Grünanlagen umgeben. Zweigeschossiger Sandsteinquaderbau in romanisierenden Formen über kreuzförmigem Grundriss auf Sockel. Ausgebautes DG mit Drempel unter Satteldächern in Hohlpfannendeckung. Eingangsseite von Ecklisenen und Spitzbogenfries auf Konsolen am Ortgang eingefasst, betonte Mittelachse durch Freitreppe, Portal und zwei Fenstergruppen, dazwischen Rautenfries, darin oberhalb des Haupteingangs die Inschrift: „Amtsgericht“. Unterschiedliche Fensterformen, an den Giebeln Treppenfriese und podestartige Aufsätze. | 32711004 | BW   |
| Stobenstraße 18 52° 13′ 54″ N, 11° 0′ 31″ O   | Haupthaus; „Kramers Gut“    | Zweigeschossiger Fachwerkbau über L-förmigem Grundriss in Stockwerksbauweise auf niveauausgleichendem Quadersockel in Sandstein, mit vorgelagerter vierstufiger Freitreppe und Unterkellerung, unter abgewinkeltem Satteldach in Krempziegeldeckung. Zwerchhäuser mit Ladeluke an Langer Steinweg und Stobenstraße und freistehender Südgiebel mit seitlichen Krempziegelbehang. An Südseite sowie tw. rückwärtig und an Langer Steinweg massiv ersetztes EG. Regelmäßiges Fachwerkgefüge mit gekuppelten Stielen im symmetrischen Abbund und gestrichener Ziegelausfachung. Drempel mit holzvergitterten Fensterluken, Zwerchhäuser vorkragend. Gebälk mit profilierter Gesimsbohle verblendet. Originale Haustür, darüber Sandsteinrelief mit an Girlande hängenden Schriftmedaillons und Wappen des Erbauers. | 32711046 | BW   |
| Stobenstraße 18 52° 13′ 54″ N, 11° 0′ 30″ O   | Speicher I; „Kramers Gut“   | Zweigeschossiger Fachwerkbau von 1676 in Stockwerksbauweise auf niveauausgleichendem Bruchsteinsockel in Sandstein, unter Satteldach in Krempziegeldeckung mit lang abgeschleppten Gauben mit Lüftungsgittern aus Holz sowie Zwerchhaus über ehemaliger Einfahrt mit Aufzugsluke. Fachwerkgefüge im westlichen Teil des EG mit Fußstrebenpaaren, im östlichen Teil mit halben Mannfiguren, sehr kurze Dreieckskopfstreben, Fenster mit Holzgittern ausgefüllt. OG vorkragend über durchlaufend profilierten Gebälk. Kranbalken und Ladeluken über ehemaligem Tor. Rückwärtige Fassade tw. massiv ersetzt, sonst schlichtes Fachwerk mit gekrümmten Streben über zwei Gefache, rundbogige Einfahrt mit Jahreszahl im Torbogen und Aufzugserker mit modernem Kranbalken. | 32711098 | BW   |
| Stobenstraße 18 52° 13′ 55″ N, 11° 0′ 29″ O   | Speicher II; „Kramers Gut“  | Dreigeschossiger reich verzierter Fachwerkbau von 1605, Erd- und Zwischengeschoss in Geschossbauweise, zweites OG in Stockwerksbauweise, aufWerksteinsockel, unter Satteldach in Krempziegeldeckung mit abgeschleppter Gaube mit Lüftungsgitter in ganzer Traufbreite. Gefüge der beiden unteren Geschosse leicht verändert. Etwas außermittig ehemalige rundbogige Toreinfahrt. Im OG aufgeblatteter Brüstungsriegel mit Zahnschnittband und kerbschnittverziertem Wulst. Zweites OG vorkragend. Rückwärtig schlichtes Fachwerk, stark verändert, mit einzelnen Fußstreben. Jahreszahl „1605“ auf dem Torbogen. | 32711124 | BW   |
| Stobenstraße 18 52° 13′ 55″ N, 11° 0′ 28″ O   | Speicher III; „Kramers Gut“ | Dreigeschossiger reich verzierter Fachwerkbau von 1617 mit zwei Toreinfahrten, auf Werksteinsockel, unter flach geneigtem Satteldach in Krempziegeldeckung. Unter dem Haus Kellergewölbe. An Ostseite eingebaute Brandmauer. Erd- und erstes OG in Geschossbauweise, zweites OG in Stockwerksbauweise. Zwei seitliche Torbögen mit umlaufendem doppelten Tauband und Perlschnüren, einer zugesetzt. Zweites OG vorkragend über abgerundeten und geriefelten Balkenköpfen. An der westlichen Seite eine zugesetzte Kranluke mit Vorhangbogen mit umlaufenden Motiv wie im EG. Ziegelausfachung, teilweise gemustert, Fenster allesamt mit Holzläden ausgestattet. Rückseite vollständig massiv ersetzt (20. Jh.). | 32711150 | BW   |
| Stobenstraße 18 52° 13′ 55″ N, 11° 0′ 28″ O   | Speicher IV; „Kramers Gut“  | Zweigeschossiger giebelständiger Fachwerkbau in Stockwerksbauweise, auf Werksteinsockel, unter Halbwalmdach in Krempziegeldeckung. Gefüge im EG verändert, Tür mit geschnitzter Einfassung und Inschrift zugesetzt. OG über schlichten Balkenköpfen vorkragend. Ladeluke mit Kerbschnittmuster auf umlaufender Profilierung. DG über gerundeten und geriefelten Balkenköpfen und profilierten Knaggen vorkragend. Im EG Lüftungsgitter, restliche Fenster allesamt mit Holzläden ausgestattet. | 32711176 | BW   |
| Stobenstraße 18 52° 13′ 54″ N, 11° 0′ 27″ O   | Stall; „Kramers Gut“        | Zweigeschossiger Hallenflügel als massiver Rohziegelbau auf Sandsteinsockel unter Satteldach in Betonpfannendeckung. Hofseitig mit Schiebetoren des 19. Jh., darüber Ladeluken, überdacht über einen remiseartigen Dachüberstand auf Holzkonstruktion. Fenster in Segmentbogenform, nördlich eine Brandmauer aus Bruchstein. Am rückwärtigen Mauerfundament Rudimente der mittelalterlichen Stadtmauer. | 39863389 | BW   |
| Stobenstraße 18 52° 13′ 53″ N, 11° 0′ 28″ O   | Stall; „Kramers Gut“        | Zweigeschossiger Gebäudeflügel als massiver Rohziegelbau auf Sandsteinsockel unter Satteldach in Betonpfannendeckung. Hofseitig mit Schiebetoren des 19. Jh., darüber Ladeluken, überdacht über einen remiseartigen Dachüberstand auf Holzkonstruktion. Fenster in Segmentbogenform, rückwärtig ein Mittelrisalit. An der Fassade Zieranker. | 32711228 | BW   |
| Stobenstraße 18 52° 13′ 53″ N, 11° 0′ 27″ O   | Reithalle; „Kramers Gut“    | Hallenbau in Rohziegel- und Bruchsteinmauerwerk mit hofseitigen großen Toren des 19. Jh., darüber neogotische Lichtfenster. Südliche Giebelseite Zinnenartig abgeschlossen. In der Fundamentmauer mit der mittelalterlichen Stadtmauer verbunden. | 39863373 | BW   |
| Stobenstraße 18 52° 13′ 53″ N, 11° 0′ 30″ O   | Pferdestall; „Kramers Gut“  | Zweigeschossiger roter Ziegelbau auf Quadersockel in Sandstein, unter Satteldach mit breiten Lüftungsgauben in Krempziegeldeckung. Dreiteilige Fenster mit schlichten Sandsteinpfeilern, an der Fassade gusseiserne Zieranker. Hofseitig zweigeschossiger Aufzugserker mit Kranbalken und Ladeluke. | 32711202 | BW   |
| Stobenstraße 18 52° 13′ 54″ N, 11° 0′ 29″ O   | Hofscheune; „Kramers Gut“   | Innerhalb der Hofanlage freistehender Scheunenbau von 1785. Dreigeschossiger Fachwerkbau in Stockwerkbauweise auf niveauausgleichendem Sandsteinsockel, teilweise mit Ziegel, unter Satteldach in Krempziegeldeckung. Zweigeschossige außermittige Querdurchfahrt, Fachwerkgefüge im südlichen Bereich der Ostfassade verändert, ansonsten regelmäßiges Gefüge mit symmetrischen Abbund. EG an Rückseite massiv ersetzt, ebenso wie Südgiebel, dort Krempziegelbehang. An Fassade verschiedene Lüftungs- und Ladeluken, nordseitig eine Fassadenuhr. | 32711073 | BW   |
| Stobenstraße 19 52° 13′ 52″ N, 11° 0′ 30″ O   | Wohnhaus                    | Zweigeschossiger Fachwerkbau in Stockwerksbauweise auf verputzten Werksteinsockel unter Satteldach mit Dachhäuschen in Krempziegeldeckung. OG leicht vorkragend, Balken, Füllhölzer und Schwelle durchlaufend profiliert. Im Schwellbalken ein Sinnspruch als Inschrift. Gefüge im EG durch Fenstereinbau verändert, im OG in zwei Brüstungsgefachen Andreaskreuze erhalten. | 32711247 | BW   |
| Stobenstraße 20 52° 13′ 52″ N, 11° 0′ 29″ O   | Wohnhaus                    | Zweigeschossiger Fachwerkbau in Stockwerksbauweise auf Sandsteinsockel unter Satteldach mit Krempziegeldeckung. Gebälk unterschiedlich, möglicherweise ursprünglich zwei Bauten. EG durchgehend erneuert. Südlicher Hausteil: OG vorkragend, Balkenköpfe seitlich abgeschrägt, Füllhölzer profiliert, Schwelle schiffsförmig gefast, darüber Profil. Fenster vergrößert. Fußstrebenpaare teils entfernt. Gebälk unter der Traufe entsprechend gestaltet. Nördlicher Hausteil: Vorkragend, Balkenköpfe seitlich abgeschrägt, Gebälk schlichter als in südlichem Teil. Gefüge des OG unregelmäßig, aber wohl original. | 32711270 | BW   |
| Stobenstraße 21 52° 13′ 52″ N, 11° 0′ 29″ O   | Wohnhaus                    | Zweigeschossiger verputzter Fachwerkbau in Stockwerksbauweise mit mittigen Zwerchhaus mit Dreiecksgiebel. Sockel aus Sandstein, teilunterkellert, unter Satteldach in Hohlpfannendeckung. Nach Brand des Vorgängerbaus von 1754 um 1832 für Kärrner Abel errichtet. | 32711294 | BW   |
| Stobenstraße 23 52° 13′ 51″ N, 11° 0′ 29″ O   | Wohnhaus                    | Zweigeschossiger stark verputzter Fachwerkbau in Stockwerksbauweise mit mittigen Zwerchhaus mit Dreiecksgiebel auf Sandsteinsockel, teilunterkellert, unter Satteldach in Hohlpfannendeckung. Hölzerne Fenstereinfassungen sowie profilierte Giebeleinfassung erhalten, geschosstrennendes Rauten-Ornamentband in Putz. | 32711333 | BW   |
| Stobenstraße 24 52° 13′ 51″ N, 11° 0′ 29″ O   | Wohnhaus                    | Zweigeschossiger stark verputzter Fachwerkbau in Stockwerksbauweise auf verputzten Sockel, unterkellert sowie mit vorgelegter dreistufiger Sandsteintreppe, unter Satteldach in Hohlpfannendeckung mit mittigen Zwerchhaus mit Dreiecksgiebel. EG in Quaderstein–Putzimitation. Nach Brand des Vorgängerbaus für Büchsenschäfter Hollstein errichtet. | 32711351 | BW   |
| Stobenstraße 25 52° 13′ 51″ N, 11° 0′ 28″ O   | Wohnhaus                    | Zweigeschossiger schlichter Fachwerkbau unter Satteldach in Betonpfannendeckung mit ursprünglich mittlerem Zwerchhaus. Regelmäßiges Gefüge mit gekuppelten Stützen und Streben über zwei Gefache, jetzt mit Bitumenplatten vollständig verkleidet. Nach Brand des Vorgängerbaus für Schneidermeister Priegnitz errichtet. | 32711369 | BW   |
| Stobenstraße 26 52° 13′ 50″ N, 11° 0′ 28″ O   | Wohnhaus                    | Zweigeschossiger drei Fensterachsen breiter Fachwerkbau in Stockwerksbauweise auf Sandsteinsockel, unterkellert,unter Satteldach in Betonpfannendeckung. Fassade im EG in Quaderimitation, im OG schlicht verputzt. Geschosstrennende Bohlenverkleidung, Fenster und Türfassungen aus Holz. | 32711387 | BW   |
| Stobenstraße 27 52° 13′ 50″ N, 11° 0′ 28″ O   | Wohnhaus                    | Zweigeschossiger Rohziegelbau, rückwärtig im OG in Fachwerk, auf Ziegelsockel, unterkellert, mit vorgelegten Stufen. Ausgebautes DG mit Drempel unter Satteldach in Hohlpfannendeckung. Zweiachsiges mittiges Zwerchhaus, Dreiecksgiebel mit Gesims auf Pilasterstellung, Zwerchhaus flankiert von später aufgesetzten Dachgauben. Abgestufte Fensterlaibungen und Brüstungen. Zwischen den Geschossen ein Deutsches Band und unter der Traufe ein Konsolfries. | 32711405 | BW   |
| Stobenstraße 28 52° 13′ 50″ N, 11° 0′ 28″ O   | Wohnhaus                    | Zweigeschossiger Rohziegelbau aus gelben Ziegeln aufverputzten Sockel, unterkellert, mit vorgelegter Stufe. Ausgebautes DG mit Drempel unter Satteldach in Betonpfannendeckung. Zweiachsiger mittiger, geschweifter Zwerchgiebel mit Voluten- und Muscheldekor. Im EG abgestufte Laibungen und Brüstungen. Im OG profiliertes Sohlbankgesims, profilierte Fenstereinfassungen und –verdachungen, in der Mittelachse als Dreiecksgiebel, alles aus Putz. Konsolgesims unter der Traufe aus Ziegelformatsteinen. | 32711423 | BW   |
| Stobenstraße 37 52° 13′ 42″ N, 11° 0′ 26″ O   | Wohnhaus                    | Zweigeschossiger Fachwerkbau in Stockwerksbauweise auf niveauausgleichendem verputzten Sandsteinsockel, mit drei vorgelegten Sandsteinstufen, unter Satteldach mit Dachgaube in Krempziegeldeckung. Regelmäßiges Fachwerkgefüge mit seitlichen Streben über zwei Gefachen, Ziegelausfachung, im OG ein durchlaufender, angeblatteter Brüstungsriegel. | 32711468 | BW   |
| Stobenstraße 39 52° 13′ 41″ N, 11° 0′ 25″ O   | Wohn-/ Geschäftshaus        | Zweigeschossiger Fachwerkbau in Stockwerksbauweise, mit mittigen zweiachsigen Zwerchhaus mit schieferverkleideten Dreiecksgiebel und Gesims, auf niveauausgleichendem Werksteinsockel, unterkellert, unter Satteldach in Betonpfannendeckung. Vorgelegte Treppe sowie ein verziertes mittiges Portal unter Korbbogen mit profilierter Holzeinfassung um 1800 – 1850 und Ladeneinbau von 1894, in klassizistischer Holzeinfassung mit Fensterläden. Symmetrisches Fachwerkgefüge mit Fußstrebenpaaren, gestrichener Ziegelausfachung, leicht vorkragendes OG, Gebälk von leicht profilierter Bohle überdeckt. | 32711487 | BW   |
| Stolzengasse 1 52° 13′ 40″ N, 11° 0′ 41″ O    | Speichergebäude             | Zweigeschossiger Fachwerkbau in Stockwerkbauweise auf niveauausgleichendem keramikverblendeten Sockel unter steilem Satteldach mit Ladeerker. Breite Toreinfahrt. Fachwerkgefüge im symmetrischen Abbund mit Zweifach-Streben, im OG zwei Ladeluken. Ladeerker mit Holzbrettern verschalt, zu den Seiten mit Betonfaserplattenbehang. Rückwärtige überkragende Traufseite ruht auf Kopfbändern. | 32714368 | BW   |
| Stolzengasse 4 52° 13′ 41″ N, 11° 0′ 40″ O    | Nebengebäude                | Zweigeschossige Fachwerkgebäudehälften in Stockwerkbauweise. Westliche Gebäudehälfte Mitte und Ende des 17. Jh. über älterer Kelleranlage unter Wiederverwendung von Teilen einer Vorgängerbebauung errichtet. EG teils auf hohen Bruchsteinsockel, originäres Fachwerkgefüge mit vorkragendem OG über gerundeten Balkenköpfen und profiliertem Gebälk. Fensteranordnung teils originär. Satteldach mit Ziegelpfannendeckung, straßen- und hofseitige Gauben mit Schieferbehang wohl später. Östlicher Teil auf Natursteinsockel unter abgewinkeltem Satteldach wohl aus der zweiten Hälfte des 19. Jh., EG durch Ladeneinbau verändert. | 32713385 | BW   |
| Stolzengasse 4 52° 13′ 40″ N, 11° 0′ 41″ O    | Wirtschaftsgebäude          | In der 1. Hälfte des 19. Jh. errichtete Hofrandbebauung in zwei Geschossen unter Verwendung von Resten einer Vorgängerbebauung in Fachwerk in Stockwerksbauweise unter Satteldach. EG teilweise massiv ersetzt, im Norden eine überbaute Hofdurchfahrt. Im OG Galerie. | 32713411 | BW   |
| Streplingerode 1 52° 13′ 47″ N, 11° 0′ 41″ O  | Wohnhaus                    | Stattlicher Fachwerkbau Ecke Streplingerode/Kybitzstraße. Hauptbau als dreigeschossiger Fachwerkbau in Stockwerksbauweise auf niveauausgleichenden Sockel unter Satteldach in Pfannendeckung. OGs an Trauf- und Giebelseite vorkragend, am Giebel auf Stichgebälk, mit freiliegendem Gefüge. OG durch Stützkonstruktion aus Holz unterfangen. Rohziegelausfachung teilweise in gemusterter Steinsetzung. Traufseite vollständig verputzt und EG massiv ersetzt (wohl im 18. Jh.). Gebälk ersten OG teilentfernt und profiliert, im zweiten OG und unter der Traufe original. Hauseingang mit profiliertem und geohrten Sandsteingewänden und zweiflügeliger Tür des 18. Jh. Zweigeschossiger traufständiger Anbau unter Satteldach in Pfannendeckung. Im EG durch Ladeneinbau und massivem Ersatz stärker verändert. Im Osten massiver Anbau von 1886.                                                                                         | 32711508 |      |
| Streplingerode 6 52° 13′ 46″ N, 11° 0′ 45″ O  | Gademenhaus                 | Nach derzeitigem Kenntnisstand eines letzten beiden (Streplingerode 6 und 9) Gademenhäuser. Zweigeschossiges Fachwerkhaus in Geschossbauweise, unter steilen Sparrendach mit Hochsäulen in den Giebelgebinden, sowie sehr niedrigen Geschosshöhen. Ausfachung teils noch in Lehmstackung. Bauzeit möglicherweise deutlich älter als bislang angenommen. | 32714275 | BW   |
| Streplingerode 9 52° 13′ 46″ N, 11° 0′ 46″ O  | Gademenhaus                 | Nach derzeitigem Kenntnisstand eines letzten beiden (Streplingerode 6 und 9) Gademenhäuser. Zwei Fach breiter zweigeschossiger Fachwerkbau in Stockwerksbauweise auf Werksteinsockel, unter Satteldach in Ziegelpfannendeckung. Leichte Vorkragung des OG, das Gebälk ist verbrettert, die Ziegelausfachung gestrichen. Als das schmalste Haus Helmstedts ist dessen Bauzeit möglicherweise deutlich früher als bislang angenommen. | 32711532 | BW   |
| Streplingerode 10 52° 13′ 46″ N, 11° 0′ 46″ O | Wohnhaus                    | Nach derzeitigem Kenntnisstand eines letzten beiden (Streplingerode 6 und 9) Gademenhäuser. Zwei Fach breiter zweigeschossiger Fachwerkbau in Stockwerksbauweise auf Werksteinsockel, unter Satteldach in Ziegelpfannendeckung. Leichte Vorkragung des OG, das Gebälk ist verbrettert, die Ziegelausfachung gestrichen. Als das schmalste Haus Helmstedts ist dessen Bauzeit möglicherweise deutlich früher als bislang angenommen. | 32711551 | BW   |
| Streplingerode 15 52° 13′ 45″ N, 11° 0′ 51″ O | Wohnhaus                    | Zweigeschossiger Fachwerkbau in Stockwerksbauweise auf niveauausgleichendem hohen Werksteinsockel, teilunterkellert, unter Satteldach in Krempziegeldeckung mit flankierenden Gauben. Fachwerkgefüge im achsensymmetrischen Abbund mit zweifeldigen Streben und verputzter Ausfachung, mittiges zweiachsiges Zwerchhaus mit verbretterten Dreiecksgiebel. Freistehender Giebel mit Krempziegeln verhängt. | 32711571 | BW   |
| Streplingerode 27 52° 13′ 47″ N, 11° 0′ 44″ O | Wohnhaus                    | Zweigeschossiger Fachwerkbau in Stockwerksbauweise auf Sockel, teilunterkellert, unter Satteldach in Betonpfannendeckung. Zwerchhaus flankiert von 1938 aufgesetzten Dachgauben. An der Straßenfront sichtbare „Gefüge“ besteht aus Brettern, die auf das eigentliche Fachwerkgefüge aufgenagelt sind. Eingezogener Eingang hinter hölzernem Rundbogen. An der Rückseite ursprüngliches Gefüge sichtbar, weniger regelmäßig mit zum Teil sehr breiten Gefachen. Massive Anbauten von 1861 sowie ein Hofabschluss mit Fachwerk-Stallgebäude parallel zum Wohnhaus. | 32711615 | BW   |
| Streplingerode 28 52° 13′ 47″ N, 11° 0′ 43″ O | Wohnhaus                    | Dreigeschossiger verhängter Fachwerkbau, EG und erstes OG massiv ersetzt, auf keramikverkleideten Sockel, unter Satteldach in Hohlpfannendeckung. Zweites OG in Fachwerk mit Asbestzementplatten verhängt, vorkragend, mit unter der Traufe erhaltenen Gebälk: Schwelle und Füllhölzer unterseitig abgerundet mit typischem Kerbschnitt, von schmaler Kehle eingefasst, Balkenköpfe mit einfacher Wulst. Verzierte Tür von um 1900. | 32711660 | BW   |
| Streplingerode 29 52° 13′ 47″ N, 11° 0′ 43″ O | Wohnhaus                    | Zweigeschossiger Fachwerkbau in Stockwerksbauweise auf Werk- und Bruchsteinsockel, zur Straßenseite keramikverblendet, unterkellert, unter Satteldach in Ziegelpfannendeckung. Dreiachsiges mittiges Zwerchhaus, im westlichen Hausteil Durchfahrt mit rundbogigen Tor. Fassade vollständig verputzt. Rückwärtiges Gefüge freiliegend, teilweise massiv ersetzt. Im rechten Winkel angefügter zweigeschossiger Erweiterungstrakt in Fachwerk, mit geschlämmter Ziegelausfachung. | 32711678 | BW   |
| Streplingerode 30 52° 13′ 47″ N, 11° 0′ 42″ O | Wohnhaus                    | Zweigeschossiger Fachwerkbau auf verputzten Sockel, mit zwei vorgelegten Stufen, unter Satteldach in Krempziegeldeckung. Im EG Putzquaderung mit Pilastervorlagen und profilierte Holzfensterrahmungen. Geschnitzte Eingangstür im Jugendstil. OG vorkragend, mit profilierter Schwelle und Holzblende über Balkenköpfen und Füllhölzern. Fachwerkgefüge mit Fußstrebenpaaren sowie seitlichen K-Runen. Westgiebel mit Krempziegelbehang. | 32711719 | BW   |
| Streplingerode 33 52° 13′ 48″ N, 11° 0′ 40″ O | Wohnhaus                    | Hauptbau (erste Hälfte 17. Jh.) als zweigeschossiger Fachwerkbau in Stockwerksbauweise auf verputzten Sockel unter Satteldach in Krempziegeldeckung. Etwas außermittiges späteres Zwerchhaus (wohl 18. Jh.) über Tor der Durchfahrt, daneben flankierende Gauben mit Schieferbehang. Vorkragendes OG über profilierten Balkenköpfen und Knaggen. In Brüstungsfeldern des OG Fußstrebenpaare im teils originärem Gefüge, im EG dagegen starke Veränderungen durch spätere Fenstereinbauten. Breite Diele mit Unterzug auf Volutenkonsole. Rückseite teilweise massiv ersetzt, Fachwerkgefüge ohne Vorkragung und stark verändert. Östliche Erweiterung (Mitte 18. Jh.) zweigeschossig unter Satteldach in Krempziegeldeckung mit zwei Dachgauben. Anbau ohne Vorkragung, mit profilierter Verbretterung der Gebälkzone. Gefüge stärker verändert, teilweise mit gekuppelten Ständern, verputzte Ausfachung, rückwärtig gemusterte Steinsetzung. | 32711741 | BW   |

## T
| Lage                                   | Bezeichnung | Beschreibung | ID       | Bild |
| -------------------------------------- | ----------- | --- | -------- | ---- |
| Tiefetal 3 52° 13′ 45″ N, 11° 0′ 52″ O | Wohnhaus    | Zweigeschossiger Fachwerkbau in Stockwerksbauweise auf niveauausgleichendem verputzten Sockel, unterkellert, unter Satteldach in Krempziegeldeckung. EG teilweise massiv unterfangen und verblendet, vortretenden gerundeten Balkenköpfe modern. Im Schwellbalken eine erhaltene Inschrift. Fachwerkgefüge im OG mit Fußstrebenpaaren, zweifeldige Streben in Eckgefachen. | 32712294 | BW   |

## W
| Lage                                           | Bezeichnung                                                 | Beschreibung | ID       | Bild |
| ---------------------------------------------- | ----------------------------------------------------------- | --- | -------- | ---- |
| Wallplatz 9 52° 13′ 45″ N, 11° 0′ 52″ O        | Wohnhaus                                                    | Zweigeschossiger verputzter Massivbau auf niveauausgleichendem Werksteinsockel, unterkellert, mit vorgelegter Stufe. Ausgebautes DG mit Drempel unter Satteldach. Dreiachsiges mittiges Zwerchhaus mit reichem Ziergiebel, flankiert von zwei Schleppgauben über leicht vorspringendem Erker im OG. Ziegeldekor an den Fenstern, Brüstungszonen, Traufe, Zwerchhaus. Dort dreieckige Wandvorlagen, über den Giebel hinausragend und Betonvasen tragend. | 32712454 | BW   |
| Walpurgisstraße 52° 13′ 51″ N, 11° 0′ 39″ O    | St. Walpurgis (Kirche)                                      | Kreuzförmige geschlämmte Saalkirche mit quadratischem Westturm und Rechteckchor aus Sandbruchstein. Chor unter Satteldächern in Hohlpfannendeckung. Am Turm Knickhelm in Kupferblechdeckung mit Wetterfahne. Im Winkel zwischen Chor und nördlichem Querschiff ein späterer Sakristeianbau. In Südwand des Langhauses profiliertes spätromanisches Rundbogenportal, im Südquerarm gotische Spitzbogentür, in der Chorsüdwand Renaissance–Portal mit Sitznischen Ende des 16. Jh.(alle zugesetzt). Teils gotische Spitzbogen–, teils große gekuppelte Korbbogenfenster der Renaissance (im 19. Jh. vereinheitlicht). An Außenmauer Epitaphien des 18. Jh, mit qualitativen Kurrentschrift und bildhauerischen Elementen. | 32712471 |      |
| Walpurgisstraße 52° 13′ 50″ N, 11° 0′ 39″ O    | St. Walpurgis (Kirchhof)                                    | Gelände des ehemaligen Kirchhofes mit Einfriedungsmauer. Auf dem Gelände ein Bestand an Bäumen und Pflanzen sowie barocken Grabsteinen. | 32712496 | BW   |
| Walpurgisstraße 13 52° 13′ 52″ N, 11° 0′ 37″ O | ehem. Gärtnerwohnhaus; Medizinischer Garten der Universität | Eingeschossiger verputzter Massivbau, heute mit späteren Fachwerkaufbauten, im Westen eingeschossig, im Osten zweigeschossig unter eigenem, giebelständigen Satteldach in Pfannendeckung. Niedrigerer Hausteil unter Satteldach in Pfannendeckung, DG später ausgebaut. Sockel in Bruchsteinmauerwerk, Fenster mit schlichten scharrierten Sandsteingewänden. Geohrtes Eingangsportal profiliert und scharriert, Giebelaufsatz mit beidseitiger Inschrift. Fachwerkgefüge mit gekuppelten Ständern sowie symmetrischen Abbund. | 32712655 | BW   |
| Walpurgisstraße 16 52° 13′ 53″ N, 11° 0′ 35″ O | Wohnhaus                                                    | Dreigeschossiger modern verputzter Fachwerkbau, auf keramikverblendeten Sandsteinquadersockel unter Satteldach in Betonpfannendeckung. Erd– und erstes OG in Geschossbauweise, EG in Rustica–Imitatio. Zweites OG über gerundeten und geriefelten Balkenköpfen vorkragend. Traufgebälk sonst mit schlichten Schiffskehlen. Hohe, die Nachbarhäuser überragende Giebel mit Ziegelpfannenbehang. Rückwärtiges Gefüge freiliegend. | 32712697 | BW   |

## Z
| Lage                                       | Bezeichnung         | Beschreibung | ID       | Bild |
| ------------------------------------------ | ------------------- | --- | -------- | ---- |
| Ziegenmarkt 1 52° 13′ 48″ N, 11° 0′ 36″ O  | Wohnhaus            | Zweigeschossiger verputzter Eckbau, mit massiven EG und OG in Fachwerk, auf verputzten Sockel, unter abgewinkeltem Satteldach in Krempziegeldeckung. Im EG Schaufenstereinbau im westlichen Teil, sowie schlichte Sandsteineinfassungen und geohrte Türeinfassungen in Segmentbögen. Im östlichen Eingang zwei vorgelegte Sandsteinstufen sowie eine ornamentierte Holztür aus dem 19. Jh. Im OG Holzeinfassungen der Fenster, östlicher Fassadenteil mit mittigen zweiachsigen Zwerchhaus, darüber ein profiliert gefasster Dreiecksgiebel mit Schieferbehang. | 32713112 |      |
| Ziegenmarkt 3 52° 13′ 48″ N, 11° 0′ 38″ O  | Wohnhaus            | Zweigeschossiger Fachwerkbau mit massiver verputzter Fassade, rückwärtig und seitlich tw. massiv ersetzt, teilunterkellert, unter Satteldach in Hohlpfannendeckung. Fenster paarweise angeordnet, mit Sandsteingewänden, ein Fensterpaar im EG mit Profilierung des 16. Jh. erhalten. Dieses überdeckt teilweise ein gotisches Triforium in Sandstein mit Kleeblattbogen. Westlich ein Renaissance–Portal in Sandstein mit Zahnschnitt und Eierstab in den Archivolten des Rundbogens und seitlichen Sitznischen mit Muschelabschluss, reich verzierte Haustür Ende 19. Jh. Reste des Fachwerkgefüges an Rückseite freiliegend, sehr breite Gefache, durch Fenstervergrößerungen verändert, sonst intakt.             | 32713150 |      |
| Ziegenmarkt 4 52° 13′ 48″ N, 11° 0′ 39″ O  | Wohnhaus            | Zweigeschossiger Fachwerkbau in Stockwerksbauweise auf Werksteinsockel unter Satteldach in Ziegelpfannendeckung. Mittiges Zwerchhaus, Giebeldreieck mit profiliertem Gesims und Schieferbehang sowie seitlichen Dachpfannenbehang, ursprünglich bauzeitliche Gauben. Symmetrischer Abbund mit zweifeldigen Streben in den Eckgefachen, gestrichener Rohziegelausfachung, rückwärtig verputzt. Mittige Haustür mit originalen Rahmen und Tür, mit zwei vorgelegten Stufen. | 32713174 |      |
| Ziegenmarkt 5 52° 13′ 48″ N, 11° 0′ 39″ O  | Wohnhaus            | Zweigeschossiger Fachwerkbau auf ziegelverblendeten Sockel, unterkellert, unter Satteldach in Krempziegeldeckung mit mittigen Zwerchhaus. Bau vollständig mit Bitumenpappe verkleidet, im Aufbau wohl dem Nachbargebäude Nr. 4 identisch. Rückwärtig Dachpfannenbehang, sowie der Seitenbehang des Zwerchhauses. | 32713196 |      |
| Ziegenmarkt 7 52° 13′ 49″ N, 11° 0′ 38″ O  | „Conringsches Haus“ | Dreigeschossiger Bau, weitgehend massiv, unter Satteldach in Hohlpfannendeckung. Schlichte verputzte Straßenfassade, mit gekuppelten Fenster in profilierten Renaissance–Sandsteineinfassungen, im zweiten OG ein profiliertes Brüstungsgesims. Im östlichen Hausteil ein runder, gequaderter Torbogen zur Durchfahrt, Torbogen im Westen jetzt Schaufenster. Im Westen rückwärtiger rechtwinklig anschließender massiver Seitenflügel, etwas niedriger. Im Winkel eine Wendeltreppe mit schrägem Rautenfenstern. Rückwärtiges Fachwerkgefüge der OG mit vorkragendem zweiten OG über gerundeten und geriefelten Balkenköpfen. F. Rückwärtig bauzeitliches massives Stall- und Remisengebäude sowie ein Kutscherhaus. | 32713233 |      |
| Ziegenmarkt 8 52° 13′ 49″ N, 11° 0′ 37″ O  | Wohnhaus            | Zweigeschossiger Fachwerkbau in Stockwerksbauweise auf Werksteinsockel, teilunterkellert, mit vorgelegter Stufe. Satteldach in Hohlpfannendeckung, mit zweiachsigem Zwerchhaus mit Dreiecksgiebel, darin Schieferbehang. Regelmäßiges Fachwerkgefüge mit Streben über zwei Gefache sowie einzelnen Fußstreben, gestrichene Ziegelausfachung. | 32713257 |      |
| Ziegenmarkt 11 52° 13′ 49″ N, 11° 0′ 36″ O | Wohnhaus            | Zweigeschossiger Fachwerkbau in Stockwerksbauweise auf Werksteinsockel, teilunterkellert, mit vorgelegter Stufe, unter Mansarddach in Betonpfannendeckung. Mittiges, einachsiges Zwerchhaus mit Karniesbogengiebel. Regelmäßiges Fachwerkgefüge mit gekuppelten Stielen und einzelnen Fußstreben, Ziegelausfachung. Abgeknikte Fassadenflucht dem Straßenlauf entsprechend. Verzierter Türeinbau um 1800. | 32713301 |      |
| Ziegenmarkt 12 52° 13′ 49″ N, 11° 0′ 36″ O | Wohnhaus            | Zweigeschossiger Fachwerkbau mit mittigen Zwerchhaus und beiderseitigen Gauben. Sockel, Satteldach in Hohlpfannendeckung, giebelseitiger Behang in Krempziegeldeckung. EG teils mit Ziegelverblendung, ansonsten Fassade vollständig mit Bitumenplatten in Ziegelimitat verkleidet. | 32713325 |      |